# Historia de los moriscos

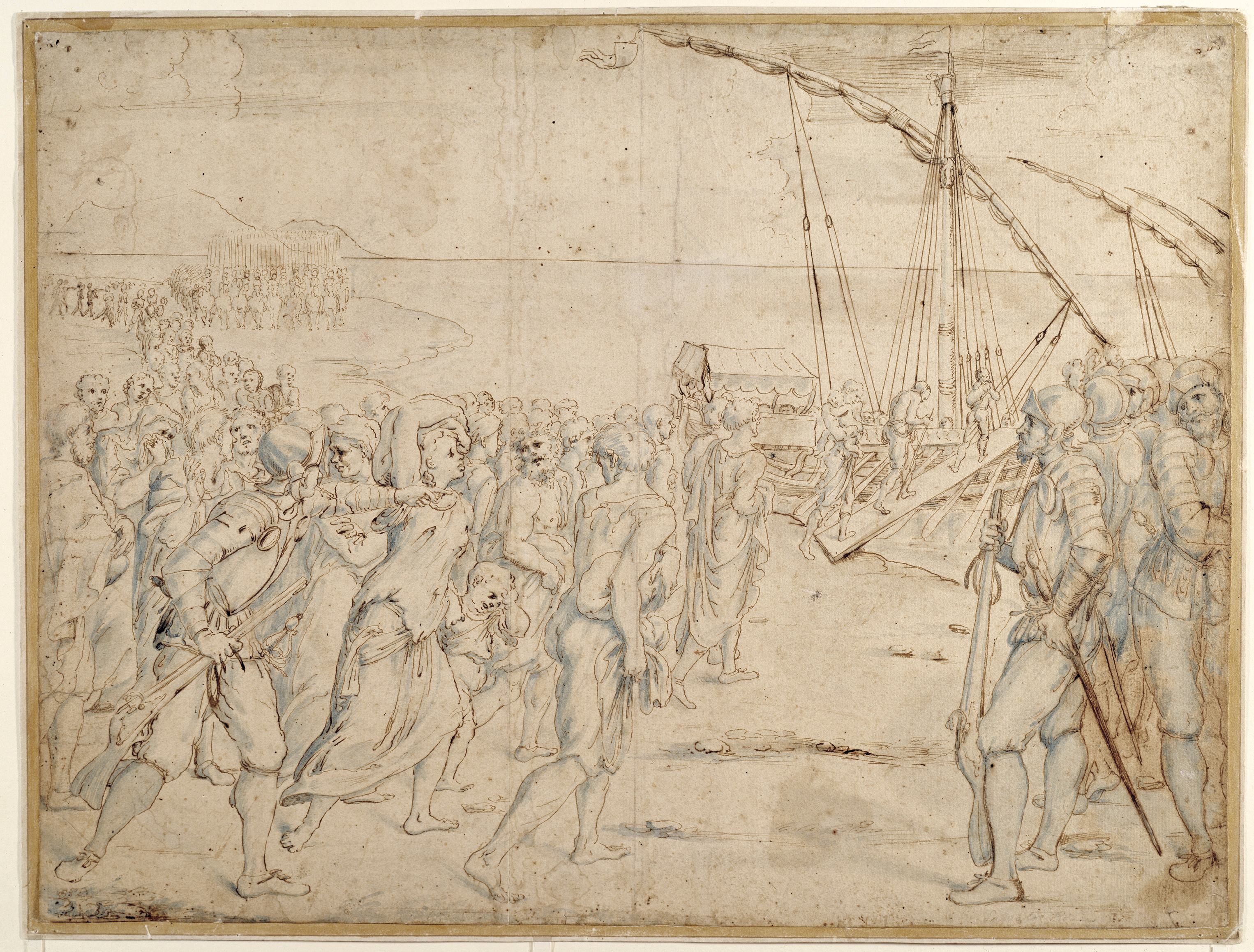
La Expulsión de los Moriscos, de Vicente Carducho (Gabinete de Dibujos, Estampas y Fotografías del Museo del Prado, Madrid).

La historia de los moriscos comienza en 1502 para la Corona de Castilla, con la conversión forzosa de los moriscos que quisieran quedarse ordenada por los Reyes Católicos, y en 1525 para la Corona de Aragón, con la misma medida decretada por Carlos I de España y V del Sacro Imperio Romano Germánico, y termina en 1609 con la expulsión de los moriscos de España decidida por Felipe III. En medio el acontecimiento decisivo fue la rebelión de las Alpujarras de 1568-1570 bajo el reinado de Felipe II, ya que, además de la gravedad que revistió, convenció a la corona de que era imposible asimilar a la minoría morisca por la vía de la persuasión y la predicación, abriéndose el camino hacia medidas más drásticas.

## De mudéjares a moriscos (1492-1526)
El 2 de enero de 1492 los Reyes Católicos entraban en Granada poniendo fin así a la guerra que habían mantenido con el Reino nazarí de Granada, último estado islámico de la península ibérica. A partir de aquella fecha todos los musulmanes peninsulares eran mudéjares, es decir, estaban sometidos a un señor cristiano.

### Corona de Castilla
Durante la guerra de Granada , que puso fin a la Reconquista, los Reyes Católicos firmaron capitulaciones en las que garantizaron la libertad personal y la conservación de los bienes de los vencidos y el mantenimiento de su organización social, jurídica, cultural y religiosa particular. Como ha señalado Henry Kamen, "los términos de la rendición fueron generosos con los vencidos". La última capitulación fue la de la ciudad de Granada y fue firmada el 25 de noviembre de 1491. Las condiciones que se establecían en ella, como las que habían sido fijadas a otras ciudades del reino nazarí, eran, según Julio Caro Baroja, "bastante favorables para los vencidos" ya que se "hallaban concebidas dentro de un espíritu de transigencia, dictadas aún por la vieja idea medieval de que había que «convivir», amistosamente casi con el moro. [...] Nadie pretendería, según ellas, alterar los usos y costumbres de los vencidos: sus jueces, doctores y ejecutores de la ley religiosa; sus alfaquíes y ulemas seguirían siendo los jefes de las comunidades musulmanas". En la cláusula cuarta se decía:

Item es asentado é concordado que sus Altezas e sus descendientes para siempre jamás... dejarán é mandarán dejar a las dichas algimas sus propios é rentas como agora las tienen, é que sean juzgados por su ley xaraçina con consejo de sus alcadís, segund costumbre de moros, y les guardarán e mandarán guardar sus buenos usos é costumbres.

Pero la conquista supuso un cambio social muy grande como ya había sucedido con el resto de los territorios de Al-Ándalus. Según el cronista Lorenzo de Padilla, "todos los grandes, y caballeros e hijosdalgo que sirvieron en la conquista deste reino hubieron mercedes, a cada uno segun su estado, de casas y heredamientos y vasallos". Así pues, desde el primer momento se impuso el régimen señorial, por el que los mudéjares granadinos quedaron sometidos a sus nuevos señores cristianos. Según Caro Baroja, "sobre la pobre plebe musulmana caían unos nuevos amos con enormes ansias de riqueza... El vasallo moro era poco menos que un esclavo. Con relación al noble, al señor, tenía una situación parecida a la del indio con respecto a los conquistadores que disfrutaron de las primeras encomiendas". En cuanto a los nobles musulmanes granadinos, una parte optó por emigrar al norte de África, como el mismo rey Boabdil, y los que se quedaron se vieron obligados a abandonar la ciudad de Granada e irse a vivir a las alquerías que tenían en el campo o a los arrabales de la capital. Esta situación se sancionó jurídicamente en 1498 cuando se dividió la ciudad de Granada en dos partes, una constituida por la habitada por los cristianos y otra que era la Morería.
Íñigo López de Mendoza y Quiñones, segundo conde de Tendilla  y más tarde primer marqués de Mondéjar, que recibió muchas tierras y vasallos mudéjares en el repartimiento que siguió a la conquista, fue el encargado de reorganizar el territorio, y Hernando de Talavera, nombrado arzobispo de Granada, fue el que puso en marcha la conversión al cristianismo de los mudéjares por la vía de la persuasión y el respeto a la cultura mudéjar, que incluía el uso del árabe como lengua litúrgica.
Sin embargo, pronto se empezaron a aplicar medidas que contravenían lo acordado. Según Julio Caro Baroja, la razón fundamental de éstas fue la necesidad de asegurar que Granada no sirviera de base para futuros ataques e invasiones procedentes del norte de África. La primera fue la prohibición de portar armas, a la que siguió la negación del derecho a comprar tierras –con la que se pretendía alentar el asentamiento de población cristiana en el reino-. En 1495 y 1499 se implantaron impuestos que solo ellos debían pagar. Se trataba del complejo sistema de la farda, una parte de la cual estaba destinada a la construcción del palacio de Carlos V en la Alhambra de Granada.
A todo esto se unió la política de conversión forzosa al cristianismo iniciada por el cardenal Cisneros en cuanto a llegó a Granada en octubre de 1499, cambiando la que había aplicado hasta entonces el arzobispo fray Hernando de Talavera y que Cisneros consideraba que no estaba dando resultado. No se sabe si en realidad la misión de Cisneros se dirigía solo a los elches (los cristianos o hijos de cristianos que se habían convertido al islam y por tanto eran renegados) o al conjunto de los musulmanes. Lo cierto es que se produjeron bautismos masivos y se transformó una mezquita en iglesia. Para los mudéjares "no había más que una dura alternativa: o convertirse al cristianismo o padecer grandes prisiones o torturas", afirma Caro Baroja.
El 18 de diciembre de 1499, solo tres meses después de la llegada de Cisneros a Granada, los mudéjares del Albaicín se sublevaron y solo depusieron las armas tres días después gracias a los buenos oficios del conde de Tendilla y del arzobispo Talavera a quienes los sublevados les dijeron "que se tornarían cristianos y haría todo lo que el arzobispo y el conde mandasen con tal que el arzobispo de Toledo [Cisneros] saliese de Granada".
Pero en enero de 1500 la rebelión se extendió a las Alpujarras y duró tres meses, llegando a ocupar algunas fortalezas costeras. En octubre de 1501 una nueva rebelión se produjo por las tierras de Almería y no fue sofocada completamente hasta mediados del año siguiente, coincidiendo con una cuarta revuelta que tuvo su epicentro en la serranía de Ronda. En la represión de esta última intervino el propio rey Fernando el Católico. La consecuencia de estas rebeliones fracasadas fue la conversión en masa de los mudéjares, presos del pánico y pensando obtener mejores condiciones de los vencedores. Las nuevas capitulaciones firmadas por varias comunidades mudéjares y los representantes de los soberanos, como las de Tabernas, Baza y Huéscar, son significativas en este sentido pues en ellas se expresa el compromiso de que estos cristianos nuevos sean sometidos al régimen común, aboliéndose los impuestos exclusivos que pagaban hasta entonces y teniendo acceso a los cargos locales, manteniéndose además el aprovechamiento comunal de los pastos. Incluso se establecía un castigo para los cristianos viejos que los injuriasen llamándolos "moros" o "tornadizos". Asimismo se les reconocían ciertos derechos culturales pero no de forma completa, como disponer de sus propios carniceros, pero debiendo matar las reses "por la orden e manera que las matan los cristianos", o mantener sus formas tradicionales de vestir "hasta que rasguen los vestidos que agora tienen".
El cardenal Cisneros defendió la idea de que los mudéjares debían "ser convertidos y esclavizados, porque como esclavos serán mejores cristianos, y la tierra quedaría segura para siempre". Los reyes, por el contrario, eran partidarios de una política más moderada. Así lo contó Fernando el Católico a sus consejeros:

Cuando vuestro cavallo haze alguna desgracia no echáis mano de la espada para matarle, antes les das una palmada en las ancas. Pues mi voto y el de la reyna es que estos moros se baptizen. Y si ellos no fuesen cristianos, seránlo sus hijos o sus nietos.

Las conmociones del reino de Granada condujeron a los Reyes Católicos a promulgar una real cédula el 12 de febrero de 1502 en la que se obligaba a los mudéjares de toda la Corona de Castilla a escoger entre la conversión al cristianismo o el destierro. La inmensa mayoría optó por la conversión. A partir de esa fecha los mudéjares castellanos pasaron a ser moriscos.
Para hacer efectiva la conversión se creó una red de parroquias en el reino de Granada y se organizaron misiones evangelizadoras. Además, para evitar que volvieran a su antigua fe, el 12 de octubre de 1501 se ordenó la quema de todos los libros relacionados con el islam. Un erudito mudéjar granadino, convertido a la fuerza en morisco, escribió: "Si el rey de la conquista no guarda fidelidad, ¿qué aguardamos de sus sucesores?".
Pronto se vio que la campaña evangelizadora no daba ningún resultado, y que los moriscos seguían siendo fieles al islam, pues muchos de ellos "habían creído que sólo con bautizarse se les dejaría en paz". Así a medida que aumentó la presión para que abandonaran definitivamente sus antiguas creencias que afectó también a sus costumbres, el conflicto se acentuó. En 1508 se limitó el uso de los vestidos tradicionales; en 1511 se reguló el uso de los cuchillos que podían ser empleados como armas, se restringió la difusión de los libros escritos en árabe, se regularizó la matanza de reses según los usos cristianos y se determinó la responsabilidad de los padrinos y madrinas en el bautismo; en 1512 se prohibió que pudieran trabajar en las cecas por el temor que pudieran introducir o fabricar moneda falsa. El resultado de esta presión fue que algunos moriscos granadinos optaran por marchar al norte de África y que otros empezaran a apoyar las incursiones de los piratas berberiscos.
La presión culminó en 1526. En el verano de ese año el rey Carlos I pasó una temporada en la ciudad de Granada, donde recibió a una comisión de tres notables moriscos que le presentaron un memorial de quejas sobre los abusos cometidos por clérigos y funcionarios reales. Carlos ordenó entonces que una comisión visitara el reino para que informara sobre la veracidad de esas acusaciones. Según cuenta el cronista Prudencio de Sandoval, los visitadores

Hallaron ser muchos los agravios que se hacían a los moriscos, y junto con esto, que los moriscos eran muy finos moros; veinte y siete años había que eran bautizados, y no hallaron veinte y siete dellos que fuesen cristianos, ni aun siete. Y de esta infidelidad tuvieron culpa los cristianos, por los favorecer y no los doctrinar

El rey nombró una junta para que propusiera medidas para acabar con esa situación y ésta determinó que había que poner fin a cualquier diferenciación entre el morisco y el cristiano viejo: se prohibió el uso del árabe escrito u oral; el porte de vestidos, de amuletos, alhajas o cualquier otro símbolo de pertenencia al islam; la circuncisión, la propiedad de esclavos y armas, la manera ritual de matar los animales o el poder abandonar los lugares donde vivían. También se prohibió que celebraran sus fiestas a puerta cerrada, especialmente los viernes, y se dispuso asimismo que

[no] pusiesen alheña en los pies, ni en las manos, ni en la cabeza de las mujeres; que en los desposorios y casamientos no usasen de ceremonias de moros, como lo hacían, sino que se hiciese todo conforme a lo que nuestra Santa Iglesia tiene ordenado; que el día de la boda tuviesen las casas abiertas y fuesen a oír misa; que no tuviesen niños expósitos; que no usasen de sobrenombres moros y que no tuviesen entre ellos gacis [moros de África llegados después de 1492; literalmente hombre de guerra] de los berberiscos, libres ni captivos

Con estas medidas, según Domínguez Ortiz y Bernard Vincent, "se formula una nueva definición de la pertenencia al Islam en suelo español: se consideraba musulmán no sólo quien no abrazara la religión cristiana sino también todo aquel que conservara la menor costumbre ancestral que revelara su origen". Hasta entonces "había sido rechazado el Infiel; en adelante lo sería simplemente el Otro", concluyen estos historiadores.
Al conocerse el documento elaborado por la junta, que incluía el traslado del tribunal de la Inquisición de Jaén a Granada, un grupo de notables moriscos granadinos se presentó ante el rey Carlos para pedir el aplazamiento de las medidas a cambio de una importante suma de dinero: 90.000 ducados a pagar en seis años. Finalmente Carlos decidió que se suspendiera la prohibición de las costumbres moriscas, justificándolo ante el papa mediante una carta que le envió desde Granada el 14 de diciembre de 1526, en la que le decía:

La conversión que assi se hizo no fue del todo voluntaria en muchos dellos, y después no han sido doctrinados, instruidos y enseñados en nuestra sancta fe catholica…

### Corona de Aragón

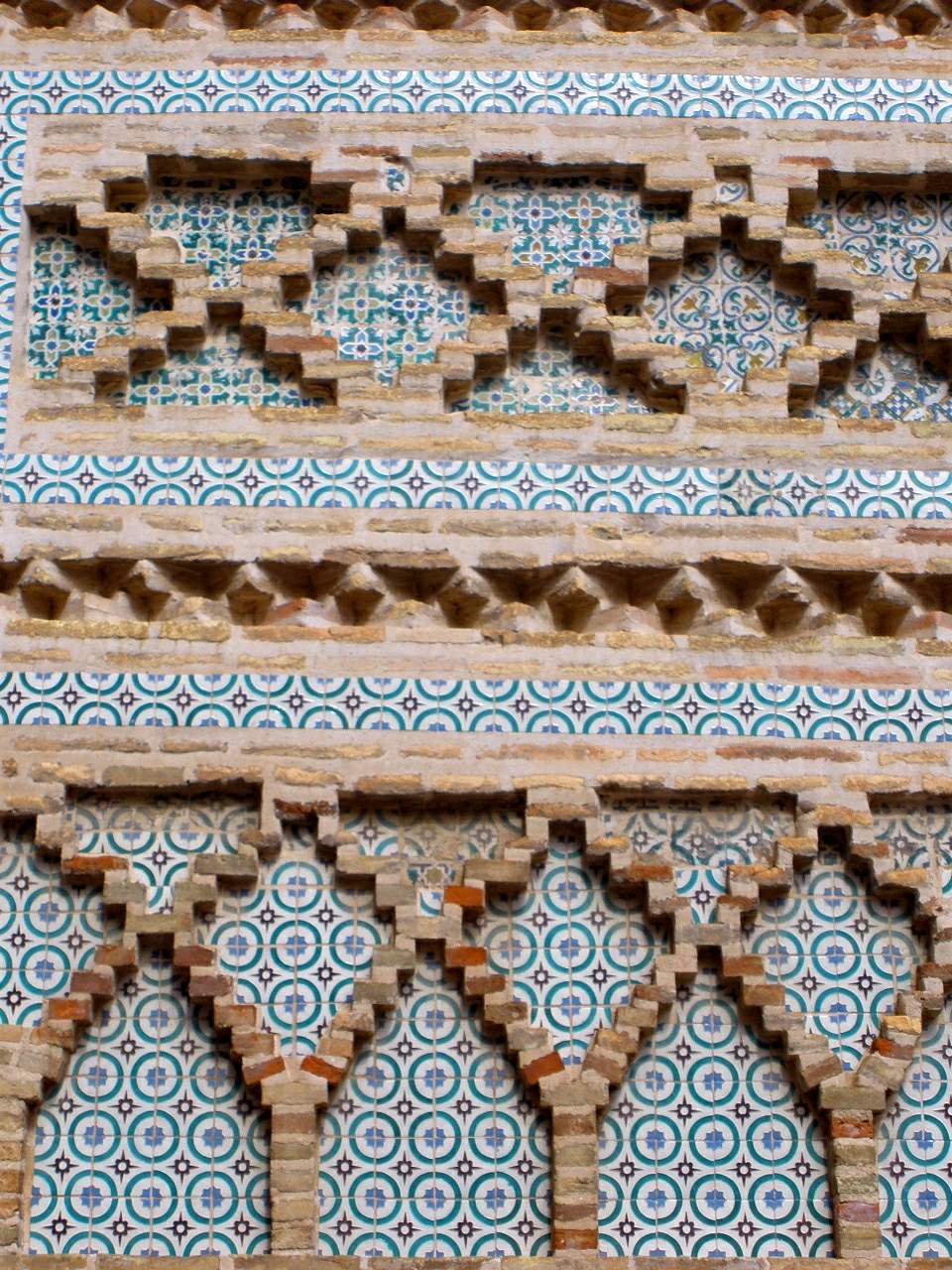
Paño decorativo de azulejería, perteneciente a la torre de la iglesia de Nuestra Señora de la Asunción de Utebo, realizada en 1545 por alfareros moriscos de Muel (Zaragoza).

La real cédula de febrero de 1502 de conversión forzosa no afectó a los mudéjares de la Corona de Aragón, debido fundamentalmente a la protección que les dieron sus señores, que obtenían de ellos cuantiosas rentas. Pero existía un fuerte rechazo a nivel popular que se puso de manifiesto durante la revuelta de las Germanías (1521-1522) del Reino de Valencia, en la que los agermanats asaltaron las aldeas y poblaciones mudéjares y bautizaron a la fuerza a sus habitantes. Según Henry Kamen, «los dirigentes de las Germanías vieron que el modo más sencillo de destruir el poder de los nobles en el campo era liberando a sus vasallos mudéjares, y así lo hicieron por medio del bautismo».
Tras el fin de la rebelión de las Germanías se planteó la validez de las conversiones forzosas de los mudéjares (moros o sarraïns en los textos de la época) realizadas por los agermanats —el cronista Gaspar Escolano relató que se utilizaron procedimientos expeditivos como rociar sus cabezas con escobas empapadas con el agua de las acequias—. El inquisidor general Alonso Manrique convocó una junta para abordar el tema, que después de varios meses de deliberaciones, determinó en junio de 1525 que los bautismos eran válidos —según su razonamiento, «escoger» el bautismo como alternativa a la muerte significaba que se había ejercido el libre albedrío— lo que levantó las protestas de los mudéjares que negaron la legitimidad de los mismos, y algunos de ellos se rebelaron haciéndose fuertes en la sierra de Bernia y en la Muela de Cortes, aunque acabaron por rendirse. La culminación de ese proceso fue la orden del rey Carlos I hecha pública el 8 de diciembre de 1525 por la que se obligaba a los mudéjares, no solo del Reino de Valencia, sino de todos los estados de la Corona de Aragón, a convertirse al cristianismo —los de la Corona de Castilla ya había sido forzados a hacerlo por los Reyes Católicos en 1502—.
Los mudéjares de la Corona de Aragón, convertidos ahora en moriscos (en cristianos nuevos), enviaron una delegación a la corte donde consiguieron, después de unas largas negociaciones y el pago de un servicio de 40 000 ducados, que la Inquisición no interviniera en sus asuntos durante cuarenta años, que durante diez años pudieran conservar sus costumbres, su lengua y el derecho a tener cementerios distintos, así como la igualdad fiscal con el resto de los cristianos y el pago de una renta a los alfaquíes convertidos con cargo a los bienes de las mezquitas que habían pasado a la Iglesia.
Sin embargo el acuerdo permaneció en secreto hasta mayo de 1528, porque proseguían las revueltas, la más importantes de las cuales era la rebelión de Espadán que estuvo protagonizada por los moriscos del valle del Palancia, una comarca fuertemente islamizada, y que no fue sofocada hasta septiembre de 1526. Los moriscos del cercano Reino de Aragón permanecieron tranquilos y no se les unieron.

## Las dificultades de la integración (1526-1565)

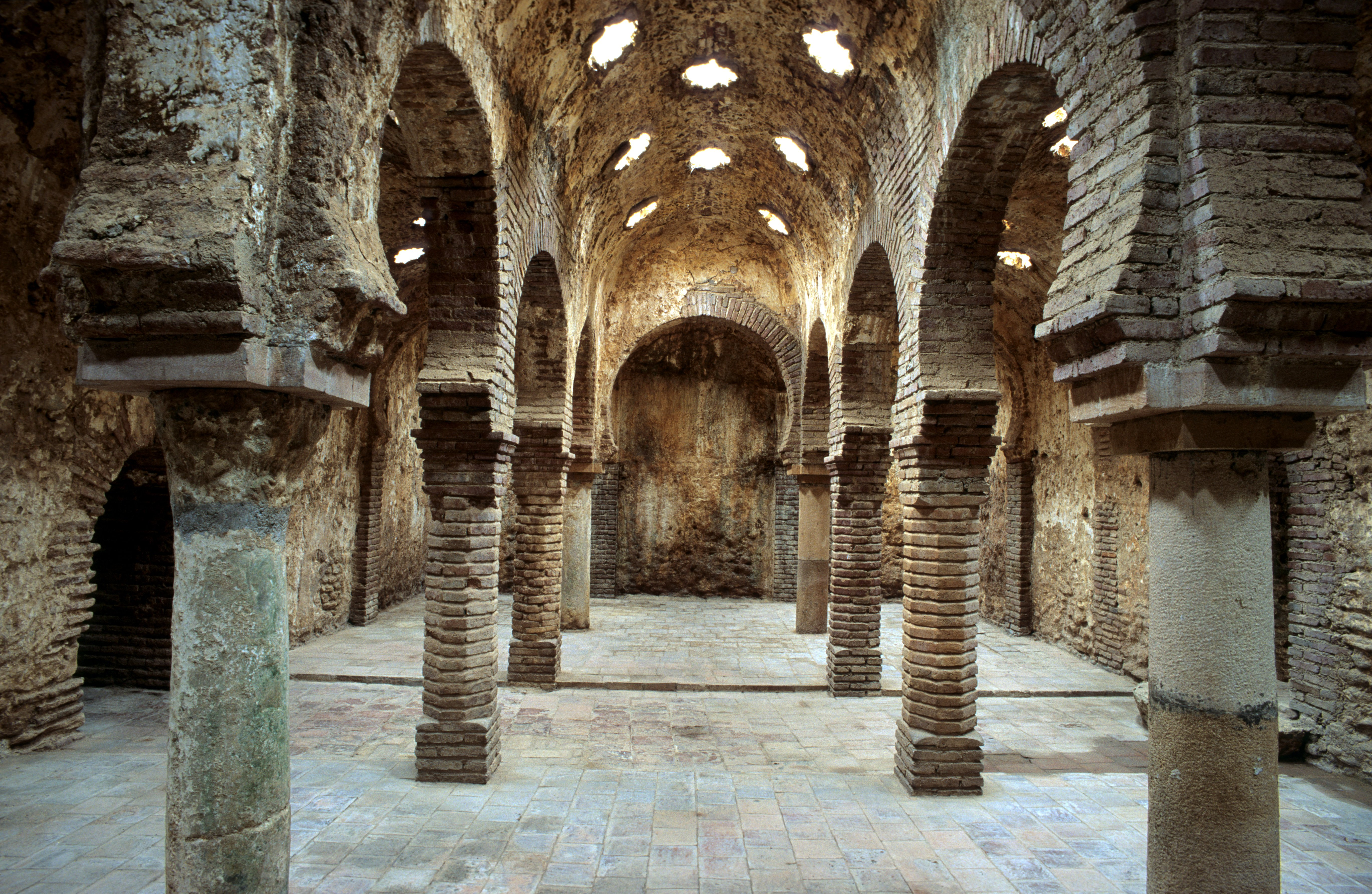
Baños (hamman) moriscos de Ronda.

El reparto de la población morisca en España era muy irregular. La mayor concentración se daba en el reino de Granada, donde hacia mediados del siglo XVI los moriscos constituían más de la mitad de la población y en algunas zonas, como las Alpujarras, el 100 por 100. Allí se conservaban intactas la cultura y la religión musulmana por lo que los moriscos granadinos hablaban normalmente el árabe. El segundo gran núcleo morisco era el Reino de Valencia, donde representaban un tercio de su población. En su mayoría vivían en el campo, sometidos a los señores, por lo que estaban bastante aislados de la población cristiana, lo que les permitió conservar sus costumbres, su religión y también su lengua, el árabe, como en Granada. El tercero era el reino de Aragón donde los moriscos suponían cerca de un quinto de su población. Entre ellos el árabe estaba en decadencia y la mayoría hablaban una variedad del castellano conocida como aljamía. Era frecuente que para escribir en esta lengua utilizaran el alfabeto árabe, lo que complicó la labor de la Inquisición española porque los inquisidores no entendían lo que decía los textos -normalmente los confiscaban y los clasificaban bajo la categoría de "Corán". Los más aculturados eran los moriscos de Castilla que a principios del siglo XVI no llegaban a los 20.000 y "vivían dispersos en pequeñas morerías urbanas que convivían pacíficamente con sus vecinos cristianos".

### El fracaso del programa de catequización

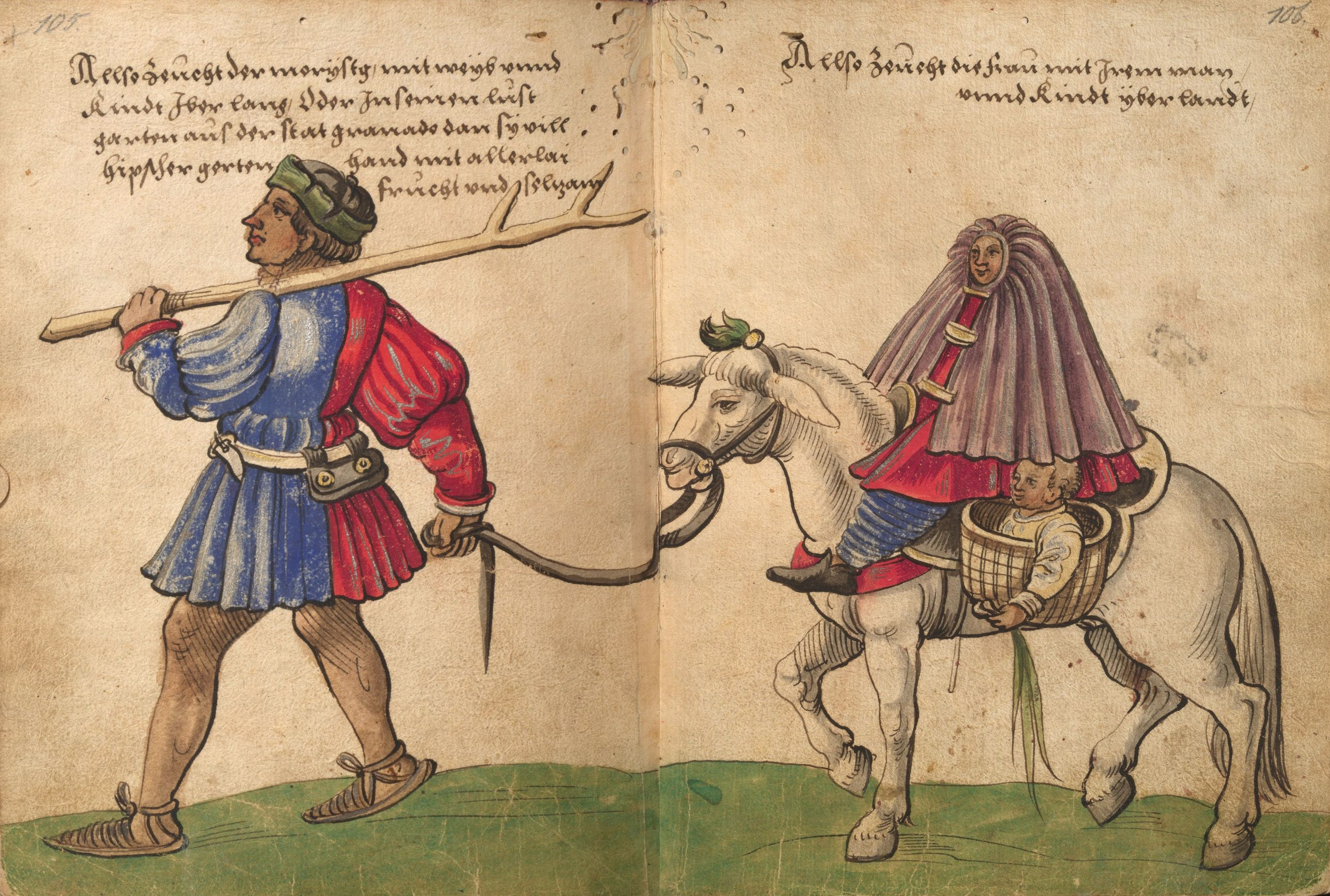
"Moriscos del reino de Granada, dando un paseo por el campo con mujeres y niños". Dibujo de Christoph Weiditz (1529)

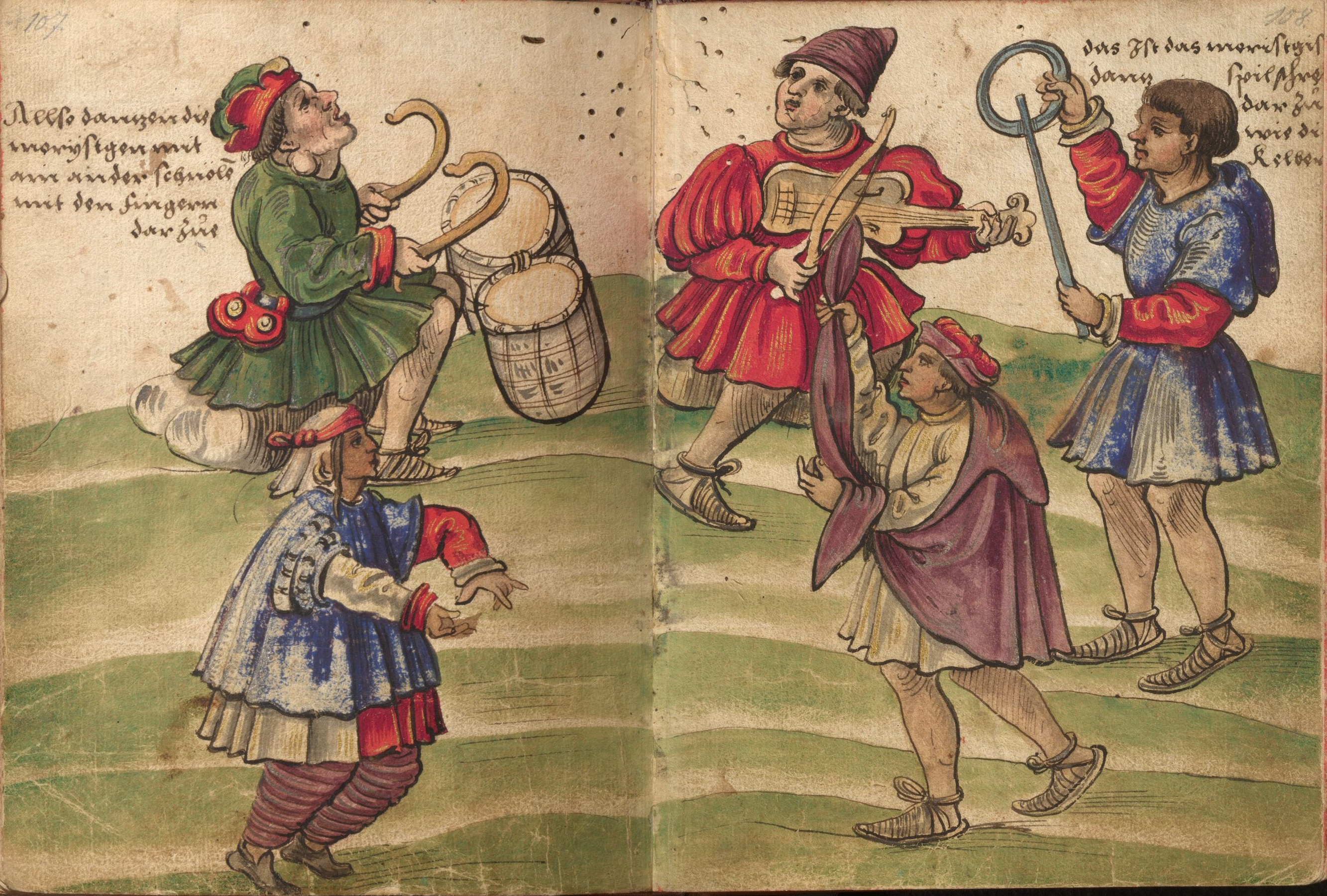
"Danza morisca". Dibujo de Christoph Weiditz (1529)

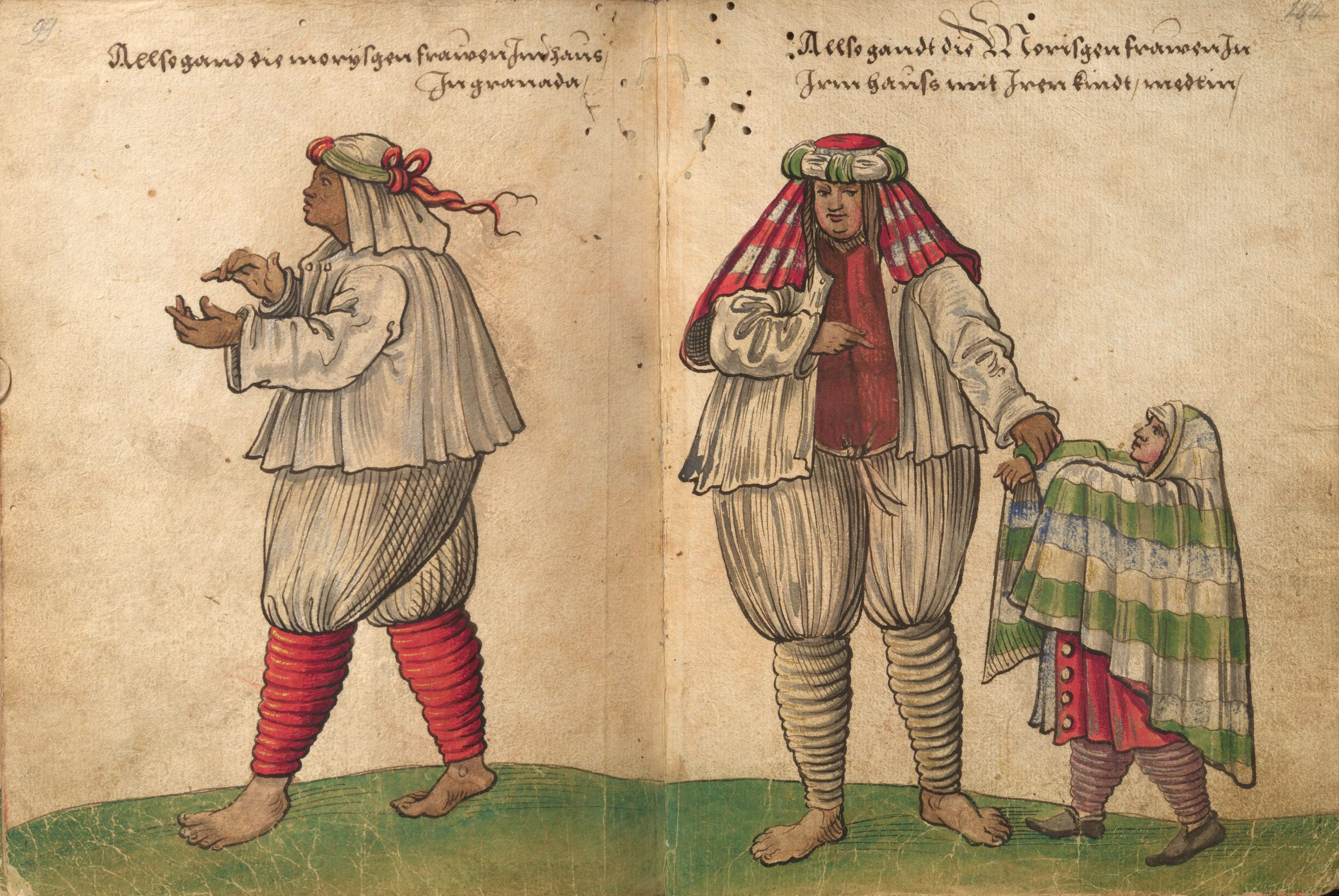
"Traje de casa de las mujeres y niñas moriscas de Granada". Dibujo de Christoph Weiditz (1529)

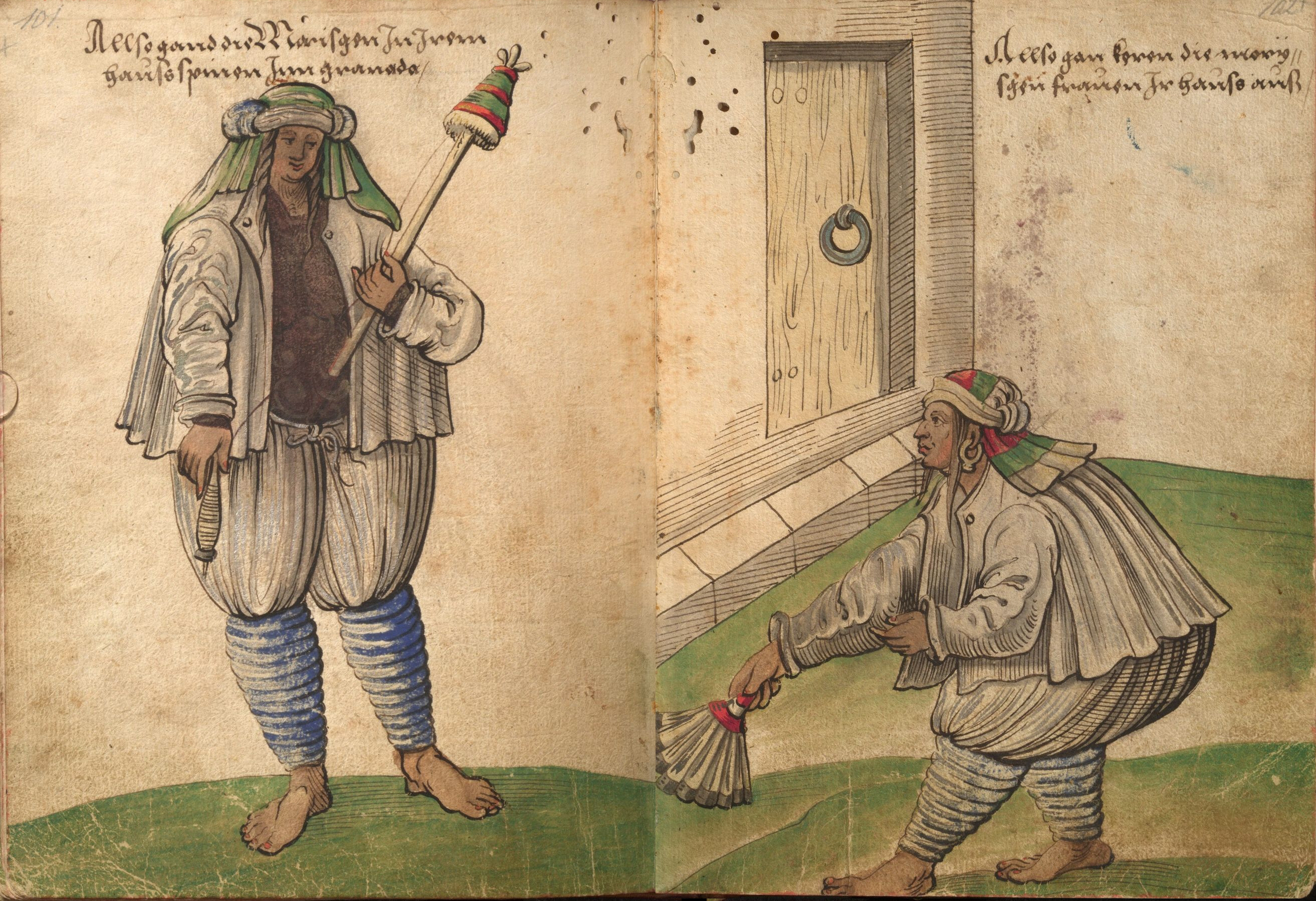
"Mujer morisca hilando"; "mujer morisca barriendo en casa". Dibujos de Christoph Weiditz (1529)

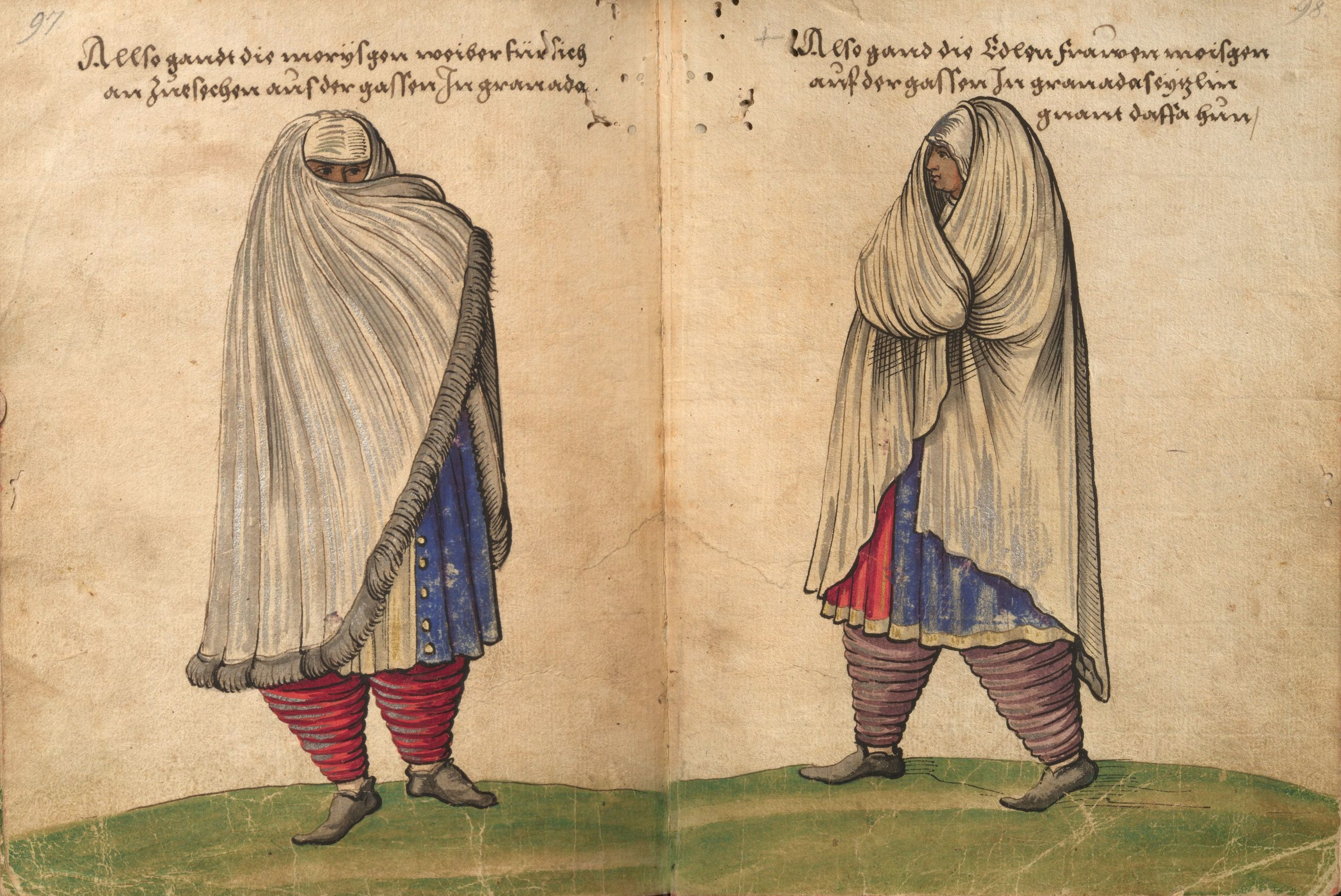
"Vestidos de paseo de las mujeres moriscas en Granada". Dibujos de Christoph Weiditz (1529)

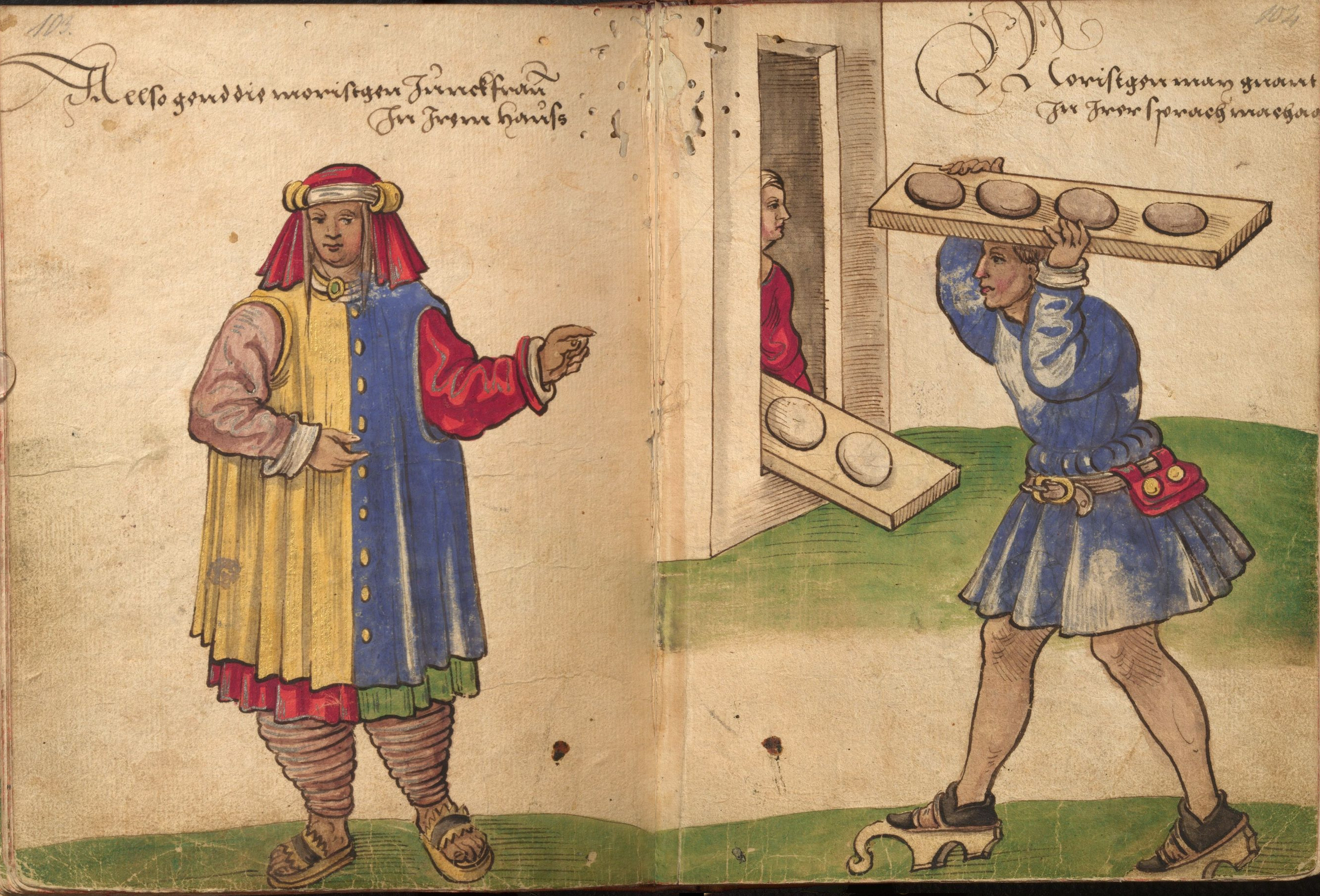
"Morisco llevando pan". Dibujo de Christoph Weiditz (1529)

Los moriscos y los cristianos viejos convivieron durante las tres décadas siguientes según las bases fijadas en 1526, a pesar de que lo acordado entonces no siempre fue respetado -la Inquisición actuó contra los moriscos tanto en el reino de Valencia como en el de Granada-. La política predominante que se siguió respecto de la minoría morisca fue la de la persuasión mediante la predicación, que fue llevada a cabo por fray Antonio de Guevara, quien después de pasar por el reino de Valencia, fue nombrado obispo de Guadix en 1529, cargo que ocupó hasta 1537; por Gaspar Ávalos de la Cueva, obispo de Granada entre 1528 y 1542, a quien sucedió Pedro Guerrero entre 1546 y 1576; o por Martín Pérez de Ayala, obispo de Guadix en 1548-1560, y después arzobispo de Valencia entre 1564 y 1566, quien en este último año publicó su manual Doctrina christiana en lengua aráviga y castellana y trató, con poco éxito, de encontrar sacerdotes que supieran árabe o quisieran aprenderlo. Como han señalado Domínguez Ortiz y Bernard Vincent, estos obispos rompen "con la práctica elitista de los primeros tiempos de la conversión, que consistía en atraerse a las familias ilustres, con la esperanza que la masa seguiría su ejemplo" y "ahora la tentativa de asimilación se dirige a todos los moriscos sin excepción, en primer lugar a las mujeres y a los niños".
En última instancia lo que se pretendía era acabar con los elementos peculiares que diferenciaba a los moriscos del resto de los cristianos y por tanto el equilibrio que se alcanzó después de 1526 fue siempre precario, pues los moriscos no estaban dispuestos a renunciar a esos elementos distintivos ni los cristianos viejos a tolerarlo. Según Henry Kamen, "si sólo se hubiera tratado de las prácticas religiosas, la tensión social no habría llegado tan lejos, pero en el trato cotidiano con los cristianos viejos había irritación y conflictos a causa de las vestimentas, el lenguaje y, sobre todo, la comida. Los moriscos sacrificaban a los animales que comían con un ritual especial, no comían carne de cerdo (que era la que se consumía más frecuentemente en España) ni bebían vino, y lo cocinaban todo con aceite de oliva, mientras que los cristianos utilizaban mantequilla o manteca".
En 1538 un morisco de Toledo fue detenido por la Inquisición acusado de "tocar música por la noche y bailar la zambra y de comer cuscús" porque estas actividades podrían ser heréticas. Hasta los baños y la forma morisca de sentarse –en el suelo- estaban considerados reminiscencias de la religión islámica.

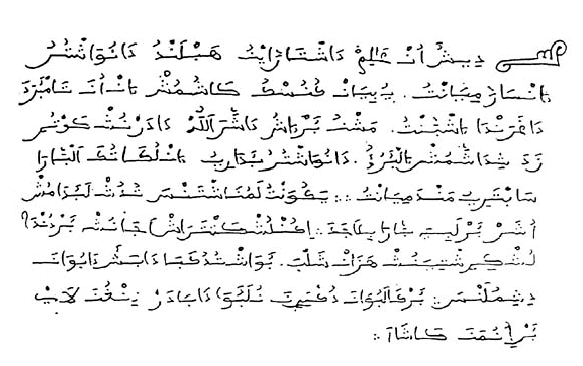
Texto morisco aljamiado (escrito en castellano con caracteres árabes) que anima al mantenimiento de la fe musulmana a pesar de la presión y recomienda la práctica del disimulo (la taqiyya). La transcripción, siguiendo la ortografía usual del castellano de la época, sería:
Dixo un alim d'este rreyno hablando de nuestro encerramiento: «Yo bien conozco que somos en una época de grande espanto, mas no por eso dexara Allah de darnos cautoriçada [=castigo] si dexamos el pro'o [=el pro, la ventaja] de nuestro poderío en lo que toca al preçeptado mandamiento. Y a quanto l'amonestança [=el disimulo, la taqiyya], todos la podemos usar por la bía prebilejiada y con los cantares ajenos por donde los christianos hacen salva, pues todo cabe debaxo de buena disimulança, porque la buena doctrina no la puede bedar ninguna ley por inumana que sea».

Un obstáculo importante a la conversión fue la doctrina islámica de la taqiyya que dispensaba al musulmán de cumplir con sus obligaciones religiosas cuando era objeto de persecución y le autorizaba a cumplir con las normas externas cristianas sin traicionar su fe musulmana. Así lo había determinado una fetua dictada por un muftí de Orán en 1504 y que tuvo una amplia difusión entre los moriscos. Así por ejemplo, después del bautismo de un niño morisco las familias en cuanto llegaban a casa lo lavaban para eliminar el crisma y a continuación realizaban una ceremonia musulmana. Por otro lado, algunos moriscos adoptaron una posición relativista sobre cuál era la verdadera religión. Uno de ellos fue procesado por el tribunal de la Inquisición de Toledo por decir "que se les dejen a cada uno en su ley" y a otro por afirmar que "el judío y el moro se salvaban en su ley".
Otro obstáculo fue la oposición al programa de catequización y a la actuación de la Inquisición por parte de los señores de moriscos valencianos y aragoneses. En 1566 la Inquisición de Aragón se quejaba de que "los dichos señores de vasallos han perseguido y de cada día persiguen los comisarioss y familiares que el Santo Oficio tienen en sus tierras, echándolos dellas y diziéndoles que en sus tierras no quieren Inquisición". Veinte años antes el almirante de Aragón, Sancho de Moncada, fue juzgado por la Inquisición por haberles construido a sus moriscos una mezquita y por decirles que "en lo exterior fingiesen cristiandad y en lo interior fuesen moros". En 1582, el señor de Ariza, Jaime Palafox, penetró violentamente junto con sus hombres en casa de un familiar de la Inquisición golpeándolo y apuñalándolo hasta la muerte como represalia de la detención de tres de sus vasallos moriscos por la Inquisición —fue condenado al destierro de por vida en la plaza española de Orán—. Por otro lado, en las reuniones de las cortes de los reinos de Valencia y de Aragón se protestó por las confiscaciones de los bienes de los moriscos por la Inquisición en detrimento de los derechos de sus señores, llegándose a un acuerdo en 1571, según el cual se pondría fin a las confiscaciones de los bienes de los moriscos encarcelados por "herejes a cambio del pago anual de 2500 ducados.
En 1568 el obispo de Tortosa informó de la visita que había hecho a los moriscos de Aragón en la que constató el fracaso de la catequización:

Esta gente me trae ya cansado y desalentado… Salen con demostración de un ánimo infernal que me quita la esperanza de algún bien en ellos… De ocho días acá me [he] [e]ntrado por estas montañas y les hallo más moros que nunca y muy duros en su mal ánimo. Me affirmo en que sin confessiones se les hiziese una remisión general, porque no ay otro remedio (si no fuese quemarlos a todos).

### El nacimiento del "problema morisco"
A mediados del siglo XVI se hizo evidente que la política de asimilación de la minoría morisca había fracasado, y que la irrupción del Imperio Otomano en el Mediterráneo Occidental –en 1554 se apodera del Peñón de Vélez de la Gomera y en 1555 de Bugía- convertía la resolución del "problema morisco" en un tema prioritario, ya que los turcos y los berberiscos podían recurrir a ellos para atacar a España y poner en peligro la supervivencia de la Monarquía. De hecho se sabe que los moriscos granadinos y valencianos mantuvieron contactos con el sultán de Estambul y con el sultán de Marruecos para formar una posible alianza contra Felipe II.
A la preocupación de la corte española por la amenaza morisca-turca, se sumó el auge del bandolerismo morisco –en el reino de Granada protagonizado por los monfíes- y de la piratería berberisca, que contaba con las informaciones y el apoyo logístico de los moriscos para sus incursiones en las zonas costeras, algunas tan espectaculares como las de 1560 y 1565 que alcanzaron las Alpujarras o la de 1566 que llegó a los pueblos almerienses de Tabernas y Lucainena. Algunos moriscos aprovechaban estas incursiones para huir con los piratas al norte de África. Las autoridades tomaron medidas radicales para hacerles frente, como las que acordó el virrey de Valencia que en 1560 prohibió la pesca a los moriscos, ya que eran sospechosos de colaborar con los piratas, y en 1563 decretó su desarme total, incautándose de 330 armas de fuego y cerca de 30.000 armas blancas –también se descubrió que los moriscos aragoneses fabricaban armas para sus correligionarios valencianos y que éstos ocultaron muchas armas antes de que pudieran ser requisadas-.
La impresión que causaban estas incursiones entre los cristianos viejos se puede comprobar en esta carta que envió al rey un caballero veinticuatro de Granada en 1565:

Los cristianos viejos que viven en lugares de moriscos están con tanto miedo que les parece que otro día an de venir por ellos otro tanto, según la poca defensa que al presente a avido y el trato y comunicación que parece que los moriscos de aquella tierra tienen con los moros de allende

En este clima de creciente tensión entre las dos comunidades aumentaron las vejaciones y exacciones de los cristianos hacia los moriscos, como la confiscación de las tierras en el reino de Granada de aquellos que no pudieran presentar un título de propiedad, lo que era muy frecuente, beneficiándose de ello los miembros de la burocracia de Granada y los conventos de la ciudad.
A las exacciones de las que eran objeto por las propias autoridades, se sumó la crisis de sericicultura, uno de los fundamentos de la economía morisca del reino de Granada, y especialmente de las Alpujarras. La seda de Granada gozaba de gran prestigio por su gran calidad, pero su precio era demasiado alto debido a los impuestos que pesaban sobre ella y por ello no podía competir con la seda del reino de Murcia, decayendo por tanto la producción y creando graves problemas a las familias campesinas que vivían de ella.

## La ruptura de la coexistencia y la rebelión de las Alpujarras (1565-1571)

Mapa de la rebelión de las Alpujarras.

### La pragmática de 1567
En 1565 se reunió un sínodo provincial de los obispos del reino de Granada en el que acordaron cambiar la política de persuasión aplicada hasta entonces. Se abandonaron los términos evangelización, predicación, catequización para hablar exclusivamente de represión y se reclamó la aplicación de las medidas que habían quedado en suspenso en 1526, lo que significaba la prohibición de todos los elementos distintivos de los moriscos como la lengua, los vestidos, los baños, las ceremonias de culto, los ritos que las acompañaban, las zambras, etc. Además los obispos pidieron al rey que se extremaran las medidas de control, proponiendo que en los lugares de moriscos se asentaran al menos una docena de familias de cristianos viejos, que sus casas fueran visitadas regularmente los viernes, sábados y días festivos, para asegurarse de que no seguían los preceptos coránicos, y que se vigilara estrechamente a los moriscos notables para que diesen ejemplo, cuyos hijos  "Vuestra Majestad los mandase llevar y criar en Castilla la Vieja a costa de sus padres para que cobrasen las costumbres y Christiandad de allá y olvidasen las de acá hasta que fuesen hombres".
Estas propuestas fueron discutidas por una junta reunida en Madrid que acordó recomendar al rey que las aplicara, añadiendo la prohibición de todos los libros árabes en un espacio de tres años. Felipe II dio su aprobación y el resultado fue la pragmática de 1 de enero de 1567. Los moriscos intentaron negociar la suspensión, como ya lo hicieron en 1526, pero el rey se mostró inflexible y así se lo comunicó el cardenal Diego de Espinosa, presidente del Consejo de Castilla, a una delegación enviada a Madrid e integrada por el cristiano viejo Juan Enríquez, acompañado de dos notables moriscos, Hernando el Habaqui y Juan Hernández Modafal. También fracasaron las gestiones llevadas a cabo por Francisco Núñez Muley ante Pedro de Deza, nuevo presidente de la Chancillería de Granada, e incluso las del Capitán General de Granada, el marqués de Mondéjar, ante el cardenal Espinosa-.
Francisco Núñez Muley en el memorial que presentó protestando contra las injusticias que se cometían contra los moriscos escribió:

Paramos cada día peor y más maltratados en todo y por todas vías y modos, asní por las justicias seglares y sus oficiales como por las eclesiásticas; y esto es notorio y no tiene necesidad de se hacer información dello. ¿Cómo se de quitar a las gentes su lengua natural, con que nacieron y se criaron? Los egipcios, syrianos, malteses y otras gentes cristianas en arábigo hablan, leen y escriben, y son cristianos como nosotros.

En cuanto se conoció el fracaso de estas gestiones los moriscos de Granada, como relató un cronista, "comenzaron a convocar rebelión". Hubo reuniones secretas en el Albaicín para prepararla y las autoridades empezaron a detener moriscos que creían implicados. E incluso se hicieron planes para expulsar a los moriscos del reino y reemplazarlos por cristianos viejos. Como han señalado Antonio Domínguez Ortiz y Bernard Vincent, "estamos ya muy lejos de la época en que se discutía sobre las modalidades de la asimilación; ahora se trataba de llegar a una asimilación inmediata y total (que implicaba la muerte de una civilización) o de la expulsión".

### La rebelión
La rebelión se inició la víspera de Navidad de 1568 en la aldea de Béznar, (Valle de Lecrín), donde los moriscos insurgentes nombraron como su rey a Hernando de Córdoba y Válor, que retomó su nombre musulmán de Aben Humeya, y a la que sumaron los demás moriscos de las Alpujarras. El primer movimiento de los rebeldes fue encabezado por el adjunto de Aben Humeya, Farax Aben Farax, que penetró por la noche en el barrio granadino del Albaicín para sublevar a los moriscos que vivían allí pero al no conseguirlo lo abandonó —unos centenares de adictos marcharon con él—. El fracaso de la sublevación en la capital se mostrará decisivo en el desenlace de la contienda que afectó a todo el Reino de Granada, y cuyo desarrollo se suele dividir en cuatro fases.
La primera fase duró hasta marzo de 1569 y estuvo marcada por las campañas conducidas por el Marqués de Mondéjar y el marqués de Los Vélez para acabar con la rebelión. Pero la campaña fracasó y la insurrección cobró nueva fuerza a causa de los excesos cometidos por los soldados que se indisciplinaron en repetidas ocasiones. Como han destacado Antonio Domínguez Ortiz y Bernard Vincent, "la guerra, durante las primeras semanas, revistió un carácter fanático, que se tradujo en la muerte, acompañada de torturas, de los curas y sacristanes, la destrucción de iglesias, las profanaciones, en las que también participaron los bandoleros monfíes, que constituyeron las tropas de choque de los rebeldes y que estaban muy acostumbrados al uso de métodos expeditivos".
La segunda fase de la guerra abarca de marzo de 1569 a enero de 1570 y durante la misma la iniciativa correspondió a los moriscos insurgentes que contaron con nuevos apoyos porque las aldeas del llano y de otros lugares se sumaron a la rebelión. En mayo atacaron Berja donde tenía en ese momento su campamento el marqués de los Vélez; el 11 de julio tomaron Serón después de un sitio de un mes; en septiembre sitiaron Vera y en noviembre Órgiva, aunque no lograron tomarlas. El 20 de octubre fue asesinado Aben Humeya por los suyos y Aben Aboo quedó al mando de la rebelión, que estaba siendo apoyada desde Argelia.
La tercera fase de la guerra se inicia en enero de 1570 cuando, ante el grave cariz que tomaba la revuelta, el rey Felipe II destituyó al marqués de Mondéjar como capitán general de Granada y nombró a su hermanastro don Juan de Austria para mandar a un ejército regular traído de Italia y del Levante, que sustituyó a la milicia local. Don Juan de Austria conquista Galera el 10 de febrero; en marzo conquistó Serón dirigiéndose a continuación a la Alpujarra a finales de abril, instalando su cuartel general en el campo de Los Padules, donde se le unió un segundo ejército al mando del duque de Sessa, que había salido de Granada en febrero y había atravesado la Alpujarra de oeste a este. Al mismo tiempo, un tercer ejército al mando de don Antonio de Luna había salido de Antequera para alcanzar la sierra de Bentomiz, otro de los focos de la rebelión morisca, a principios de marzo.
La cuarta fase de la guerra se extiende de abril a noviembre de 1570. El avance de las tropas de la Corona abrió una brecha en el bando morisco entre los partidarios de continuar la lucha y los que defendían la necesidad de negociar la rendición. En mayo se produjo una entrevista en el Fondón de Andarax resultado de la cual muchos moriscos depusieron las armas o huyeron al norte de África. Poco después el líder de los partidarios de la negociación, El Habaqui, fue detenido y ejecutado por orden de Aben Aboo. Los combates se desplazaron entonces a la Serranía de Ronda donde el 7 de julio los moriscos rebeldes saquearon Alozaina y concentraron sus fuerzas en la sierra de Arboto. De allí fueron desalojados el 20 de septiembre por el duque de Arcos acompañado del corregidor de Málaga, Arévalo de Zuazo. A partir de ese momento comenzó la expulsión de los moriscos de todo el Reino de Granada.

### La deportación

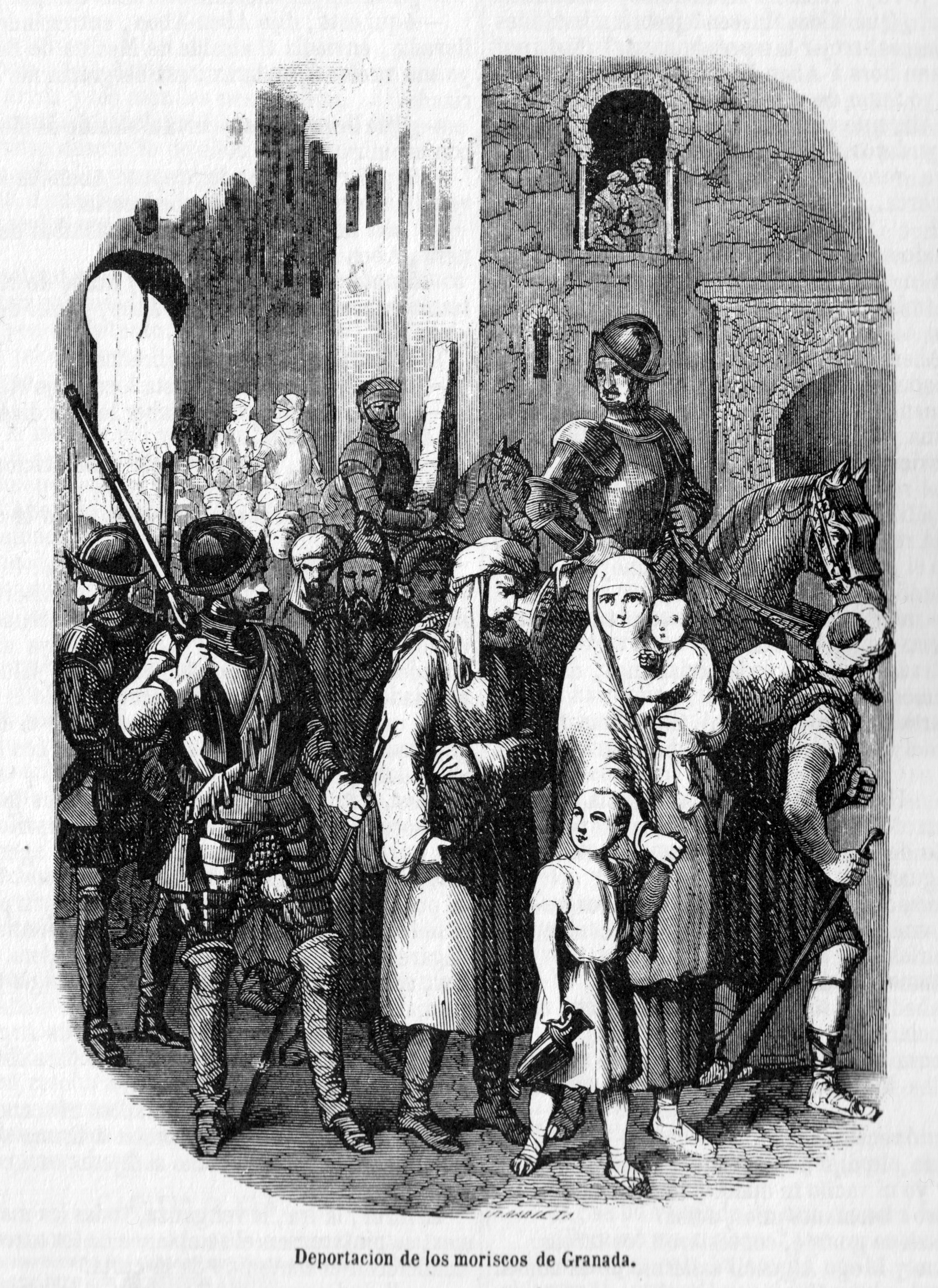
Grabado de la novela Los monfíes de Las Alpujarras (1859) de Manuel Fernández y González que representa la expulsión de los moriscos de Granada

Los moriscos de Granada que sobrevivieron (se estima en unos 80.000) fueron deportados a otros lugares de la Corona de Castilla, especialmente Andalucía Occidental y las dos Castillas. Las primeras deportaciones tuvieron lugar durante la guerra y se realizaron para facilitar las operaciones militares en determinadas zonas. Se calcula que pudieron afectar a unas 20.000 personas, casi la mitad de ellas de la ciudad de Granada, a pesar de que los moriscos del Albaicín no se habían sumado a la sublevación.
La deportación general se inició el 1 de noviembre de 1570 y los afectados fueron no solo los moriscos que se habían rebelado sino también los "moriscos de paz". Fueron reunidos en sus pueblos respectivos y luego conducidos a los centros de agrupamiento de las siete zonas en que fue dividido el reino para realizar la operación, siendo recluidos en el interior de hospitales o iglesias. En total fueron 50.000 los moriscos expulsados.
La marcha hacia sus lugares de destino se hizo en condiciones penosas y se calcula que uno de cada cinco moriscos murió en el camino, superándose esta proporción en algunos casos. Además los supervivientes llegaron extenuados y en un estado lamentable, por lo que se extendieron las enfermedades como el tifus, lo que no facilitó en absoluto que fueran bien acogidos.
Hubo una tercera y última oleada de expulsiones, en la que, como han señalado Domínguez Ortiz y Bernard Vincent, "es muy difícil saber con seguridad si sus víctimas pertenecían al grupo de los que permanecieron hasta entonces en sus pueblos de origen [especialmente en los lugares de señorío en los que los señores intentaron conservar a sus vasallos] o al de los irreductibles hechos prisioneros en fecha tardía o bien al de los moriscos que, después de expulsados, volvieron clandestinamente a sus tierras". Estos mismos historiadores estiman que el número de deportados en esta tercera oleada estaría cercano a los 10.000.

## Los moriscos tras la rebelión de las Alpujarras (1571-1598)

### La convivencia imposible
La rebelión de las Alpujarras ahondó la separación entre las dos comunidades. A partir de entonces, "todo morisco resultaba sospechoso y, recíprocamente, todo cristiano era mirado por los moriscos como un posible delator". Un ejemplo del pánico que se apoderó de los cristianos ante una posible invasión del Imperio Otomano que contaría con el apoyo de los moriscos y de los protestantes franceses –los hugonotes-, es la carta que dirigió al rey el arzobispo de Toledo en la que le decía lo siguiente:

Suplico a Vuestra Megestad humildemente considere si la armada del Turco viniese por estos nuestros mares tan pujante como suele, hallando en solo el Reyno de Valencia 50.000 arcabuzeros sin los de Aragón y Granada, que es un número grande, y se juntarían todos luego como aquellos que saben todos los caminos y atajos, en que trabajo se verían estos Reynos tan faltos de caballos y armas y de gente experimentada, lo cual no ignoran los moriscos, antes lo tienen todo bien contado y examinado y juntándose a inquietarnos los hugonotes y herejes sería el trabajo mayor…

Así se fue formando el mito del complot morisco para acabar con la cristiana Monarquía Hispánica, que también fue alimentado por la difusión de profecías en uno y otro lado. Entre los moriscos había una que decía que nacería "un muchacho muy desproporcionado de los otros y de cinco o seis meses quedaría sin padres, y llegaría a edad de veinte y ocho o treinta años, y sería capitán de moriscos de aquel reyno [de Aragón], y muy victorioso en la guerra". Entre los cristianos viejos hubo varias que hablaban de que los moriscos serían expulsados y que el poderío del "Turco" se derrumbaría.

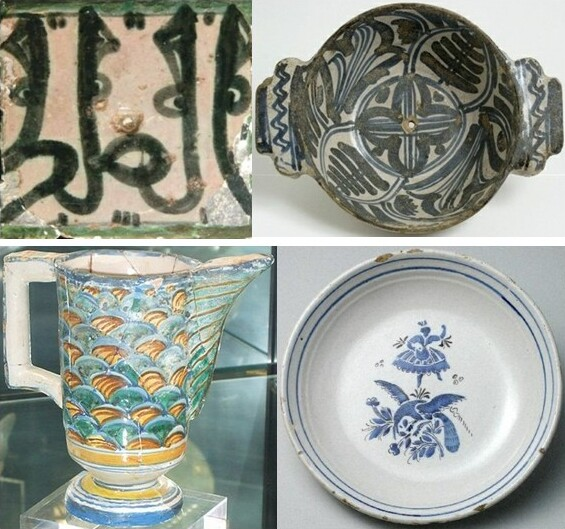
Cuatro ejemplos de la loza de Muel (Zaragoza). En la parte superior izquierda, azulejo morisco con la leyenda en escritura árabe: Al-mulk («el Reino», sura 67 del Corán); a su derecha una escudilla de orejas; debajo a la izq. una jarra de pico policromada, y a su lado una plato de loza fina del.

Este clima también fue propicio para la difusión de rumores, como el que corrió en 1577 entre los moriscos deportados del Reino de Granada de que el rey estaba a punto de ordenar la vuelta a sus hogares. En algunos lugares se llegaron a recaudar fondos para hacerlos llegar a los supuestos negociadores y se informó al rey de la agitación en que vivían los moriscos que "andan muy alborotados y no asisten al trato y ocupación de sus haziendas".  Incluso algunas autoridades escribieron al rey desaconsejando tal medida a causa del "daño que se presume que harían de nuevo en la costa" "porque no hay cosa que el Turco más desee que poder desembarcar en ella, a causa de estar tan moros hoy como el primer día".  Pedro de Deza comunicó al rey la angustia que había suscitado el rumor entre los repobladores cristianos viejos del Reino de Granada pues temían "se les quitaran sus poblaciones, y así dexan de labrar y beneficiarlas como solían hasta ver que resulta de las nuevas". Hasta que no se confirmó que el rey no tenía ninguna intención de aprobar tal medida no retornó la calma.
Pero el mito del complot morisco no era del todo infundado, pues los moriscos valencianos mantuvieron contactos con Argel –para que la flota otomana acudiera a socorrerlos- y los moriscos aragoneses con el hugonote señor de Bearne, quien llegó a declarar: "Luego yremos a España y daremos con esa tierra y cobraremos a Navarra". También hubo algunos conatos de rebelión descubiertos antes de que se iniciaran. Fue el caso de una conspiración que tenía su epicentro en Sevilla y que incluía un desembarco de apoyo desde Berbería, cuyos dirigentes fueron detenidos en junio de 1580. Dos años después era detenido en la localidad valenciana de Caudiel, en el Alto Palancia, un morisco aragonés que portaba unas cartas en árabe y en lengua aljamiada, cuya lectura permitió desmantelar una amplia red conspirativa que se extendía por Aragón y Castilla, y estaba conectada con Bearne y con el norte de África. En 1583 el tribunal de la Inquisición española en Valencia desmantelaba una supuesta conspiración entre moriscos y bearneses.
Otro elemento que daba visos de realidad al complot fue el notable incremento del bandolerismo morisco tras el fin de la rebelión de las Alpujarras. Numerosas bandas integradas por moriscos que habían escapado a la deportación sembraron el terror en el reino de Granada y a las autoridades les costó mucho acabar con ellas. Asimismo grupos de monfíes actuaron en ambas Castillas y en la Andalucía occidental. En cuanto a la Corona de Aragón el endémico bandolerismo morisco valenciano se acentuó sobre todo en la década de 1580 –el virrey de Valencia prometió en 1586 a la banda más importante que respetaría sus vidas si se entregaban; cuando éstos lo hicieron el virrey incumplió su palabra y después de torturarlos los condenó a treinta años de trabajos forzados en las minas de Almadén, lo que suponía una muerte segura-. En el reino de Aragón hubo una larga lucha entre los cristianos viejos montañeses y los moriscos habitantes de la llanura aguas abajo del río Ebro.
Para hacer frente al bandidaje morisco los virreyes de Valencia y de Aragón procedieron al desarme de los moriscos. Los del reino de Valencia ya habían perdido el derecho a tener armas en 1563 pero el virrey reiteró en repetidas cridas (pregones) la entrega de las armas que tenían escondidas –además de prohibirles acercase al litoral y cambiar de domicilio-.  En el reino de Aragón el virrey decretó la entrega de las armas en 1575, a pesar de la oposición de los señores -fueron confiscados más de tres mil arcabuces, cerca de mil ballestas y mil cuatrocientas lanzas-, aunque como se reconoció en la resolución final de la reunión mantenida en El Pardo en 1588 a propósito de los moriscos aragoneses, éstos seguían "muy armados" por lo que se propuso que volvieran las requisas de armas, que tuvo lugar en 1593, en relación con las alteraciones de Aragón. También se tomaron medidas para asegurarse que los moriscos residieran lejos de las costas y para evitar todo desplazamiento que no fuera indispensable.
Como ha señalado, Henry Kamen, la guerra de Granada, "una guerra salvaje en la que se cometieron atrocidades por ambos bandos, y la represión militar fue brutal", "originó un cambio decisivo de actitud". "A partir de entonces, decrecieron los intentos de conversión y se intensificó la represión". A partir de la década de 1570 el grueso de los procesados por la Inquisición fueron los moriscos, especialmente en los reinos de Aragón y de Valencia donde constituyen el 90 por ciento de los acusados –en el tribunal de Zaragoza se pasó de 266 moriscos juzgados entre 1540 y 1559 a 2.371 en los cincuenta años siguientes; en el de Valencia de 82 se pasó a 2.465-. Algunos fueron ejecutados o condenados a galeras, aunque el rigor con el que se los trató no se puede comparar con el durísimo trato que recibieron judeoconversos y protestantes. La razón, según Henry Kamen, fue que "los moriscos no eran tratados usualmente como herejes, sino más bien como infieles que merecían ser tratados con paciencia. De todos modos la paciencia hacía tiempo que se había acabado… La Inquisición de Aragón afirmaba en 1565: Todos ellos viven como moros, que no hay quien dude dello".
Las campañas evangelizadoras no se abandonaron pero el tono de los predicadores cambió radicalmente: de la paciente exhortación se pasó a la provocación y a la amenaza. Así en abril de 1578 uno de estos predicadores les decía:

Pues no queréis dar en la cuenta ni arrancad de vuestro endurecido coraçón essa infernal y maldita secta de Mahoma, sabed que oy ha nacido en España el príncipe que os ha de echar de ella.

El resultado de la intensificación de la represión fue el contrario de lo que se pretendía, pues se fortaleció el separatismo de los moriscos respecto de la comunidad de cristianos viejos. Así lo constató un informe enviado desde Toledo a Felipe II en 1589:

Se casan unos con otros sin mezclarse con los christianos viejos, ninguno dellos entra en religión, ni va a la guerra, ni sirve a nadie, ni pide limosna; que viven por sí apartados de los christianos viejos, que tratan y contratan y están ricos.

Por el contrario, para los moriscos los inquisidores eran "lobos robadores, su oficio es soberbia y grandía, y sodomía y luxuria, y tiranía y robamiento y sin justicia"; y la Inquisición era un tribunal "donde preside el demonio y tiene por consejeros el engaño y la ceguedad".
Sin embargo, según Henry Kamen, existía entre ciertos sectores de moriscos el deseo de asimilarse, pues así interpreta este historiador británico el caso de las plomos del Sacromonte. Según él, el fraude fue perpetrado "por dos prominentes moriscos, Miguel de Luna y Alonso del Castillo, que trataban con ello de sincretizar la cultura islámica con la fe cristiana. Fue un intento de reclamar un lugar para el cristianismo árabe dentro del marco del catolicismo ibérico".

### Las propuestas para la "solución" del "problema morisco"
La idea de que la minoría morisca era imposible integrarla en la comunidad de "cristianos viejos" se impuso y comenzaron a aparecen propuestas radicales que pusieran fin al "problema morisco". Se habló de la expulsión pero también de la formación de guetos y de su "extinción" gradual.
Uno de los principales impulsores de la idea de recluir en guetos a los moriscos que siguieran siendo fieles al islam fue fray Francisco de Ribas, de la orden de los Mínimos quien escribió en 1582:

…El que quisiere baptizar a su hijo que le baptize, y el que no que no le baptize, y que destos que quisieren baptizar sus hijos y voluntaria y libremente aceptar la fe católica se haga república aparte y se incorporen con los cristianos, en medios dellos, y los obliguen a confesar y comulgar y a todas las demás obras christianas… advirtiéndoles que se usará de tanto rigor con ellos si se apartan de la fe catholica como se usa oy día con los luteranos; […] y los que no querrán baptizar sus hijos serán del todo conoscidos por enemigos y no habrá para que gastar mas agua con ellos, y tenellos como moros guardándoles la ley natural, y en los lugares dellos y a costa dellos tener un fuerte, y allí soldados para que estuviesen siguros dellos, y que los justicias y gobernadores dellos fuesen cristianos, y no sería malo que les permitiesen algún edificio como pajar en que sus ceremonias hiziesen, pus no ay ese peligro que se haga un christiano moro…

Una idea parecida propuso desde Sevilla en 1588 Alonso Gutiérrez quien además defendió que portaran un signo distintivo, que sería "una letra o señal en el rostro, donde no se pueda encubrir para que sean conocidos como moriscos".
Aún más racistas se mostraron los defensores de la "extinción" de los moriscos. Pedro Ponce de León propuso en 1581 que se enviaran a galeras a los moriscos varones de 18 a 40 años, con lo que además de solventar el endémico problema del reclutamiento de galeotes, se privaría a los moriscos de sus elementos más vigorosos y terminarían por desaparecer porque "los de cuarenta en adelante podrían multiplicar poco" y "se vendrían en breve tiempo a hechar de España esta maldita generación de enemigos ciertos y caseros de Vuestra Magestad…". Unos años antes, el licenciado Torrijos, había propuesto acabar con los moriscos mediante la prohibición de los matrimonios entre ellos porque de esta forma "les verná a faltar la jeneración y disminuirse y acabarse…".
Dos autores fueron aún más lejos porque propusieron la castración de los moriscos. Uno fue el obispo de Segorbe Martín de Salvatierra que escribió al rey en 1587 que los moriscos "se acabarán de todo punto, specialmente capando los másculos grandes y pequeños y las mugeres" –como alternativa también propuso enviarlos a una isla desierta, como Terranova-. El otro fue Alonso Guitérrez.
Sin embargo, la propuesta más extendida en la corte era la de la expulsión y así lo decidió en 1581 una junta reunida en Lisboa, donde Felipe II acababa de ser proclamado rey de Portugal. En las deliberaciones de esta junta, y las de otras posteriores que llegaron a la misma conclusión, se valoraron los inconvenientes económicos –pérdida de rentas para los señores y para la Corona- y religiosos –renunciar a las almas de los moriscos para la Cristiandad-, pero se consideraron de menor peso que los beneficios que se obtendrían: la paz y la unidad de la Monarquía.  
En 1582 el Consejo de Estado se pronunció a favor de la expulsión general de los moriscos, decisión que fue aprobada por la Iglesia y por la Inquisición, aunque el tribunal de Valencia se opuso "porque al fin son españoles como nosotros".
Pero la expulsión no se llevó a cabo entonces, según Domínguez Ortiz y Bernard Vincent, "ante todo, por las oposiciones que suscitó, sobre todo por parte de los señores que resultarían afectados, como el marqués de Denia futuro valido de Felipe III. También por la dificultad de movilizar los medios considerables que reclamaba. Y por la gravedad de la situación internacional, que entonces acaparaba la atención del monarca. […] En 1598 se firmó con Francia la paz de Vervins, primera etapa hacia una paz general. Paralelamente, la aristocracia propietaria de Aragón y Valencia comenzó a pensar en los beneficios que podría sacar del reemplazo de los moriscos por nuevos colonos. La suerte de los moriscos estaba echada desde 1598".

## La expulsión de los moriscos (1598-1614)

### Precedentes inmediatos de la expulsión
Felipe III al poco tiempo de acceder al trono en 1598, tras la muerte de su padre Felipe II, realizó un viaje al Reino de Valencia acompañado de su valido Francisco Gómez de Sandoval, marqués de Denia y duque de Lerma, gran señor de moriscos y portavoz de la nobleza valenciana opuesta a la expulsión. Cuando se marchó de allí en mayo de 1599 el rey escribió una carta al arzobispo de Valencia y patriarca de Antioquía, Juan de Ribera -un firme partidario de la expulsión- en la que le daba instrucciones precisas para la evangelización de los moriscos mediante la predicación y la difusión de un catecismo que había escrito su antecesor en el arzobispado. Estas instrucciones fueron acompañadas de un edicto de gracia expedido por el inquisidor general.
Sin embargo, en la corte había un grupo partidario de las medidas extremas debido a las relaciones que mantenían los moriscos con el rey de Francia, por lo que enfocaban el "problema morisco" desde una perspectiva exclusivamente político-militar.
También en la Iglesia había un sector favorable a la expulsión, como  el dominico Jaime Bleda, párroco de la localidad morisca de Corbera, y, sobre todo, el arzobispo-patriarca Ribera que envió dos memoriales al rey. En el primero, fechado a finales de 1601, afirmaba que si no se expulsaba a los moriscos "he de ver en mis días la pérdida de España". En el segundo, de enero de 1602, los calificaba de "herejes pertinaces y traidores a la Corona Real".
Uno de los miembros del sector moderado de la corte que apoyaba la política de Felipe III , en concreto el confesor real fray Jerónimo Xavierre, criticó en enero de 1607 la propuesta de expulsión del patriarca Ribera y lo hizo implícitamente responsable del fracaso de la evangelización de los moriscos valencianos:

que la resolución que V.M. ha tomado es muy conforme a su santo celo, y atento a que el arzobispo patriarca es de diferente opinión, y de todo punto desconfiado de la conversión de aquella gente, convendrá escribirle que, no obstante que a él le parezca lo contrario, está V.M. resuelto a que para mayor justificación y que no que quede escrúpulo de no haberse hecho todas las diligencias posibles, se vuelva a la instrucción, y se provean para ello sacerdotes y religiosos doctos y ejemplares, porque se entiende que por no serlo muchos de los que por lo pasado se ocuparon de este ministerio, en lugar de hacer provecho hicieron daño…

Esta misma postura moderada fue reiterada por una junta reunida en octubre de 1607 lo que demuestra que en aquel momento la idea predominante en la corte era la de proseguir con la "instrucción" de los moriscos. Pero solo unos meses después, el 30 de enero de 1608, el Consejo de Estado resolvió lo contrario y propuso su expulsión sin explicar los motivos de su cambio de actitud. La clave, según Domínguez Ortiz y Benard Vincent, estuvo en el cambio de opinión del valido, el duque de Lerma, que arrastró a los demás miembros del Consejo y que probablemente se debió a que los señores de los moriscos, como el propio duque, iban a recibir "los bienes muebles y raíces de los mismos vasallos en recompensa de la pérdida que tendrán". "Tal vez cuando dio con la fórmula mágica de la incautación de bienes el valido pensó que podía agradar a la reina [firme partidaria de la expulsión], con la que estaba en relaciones difíciles, con una medida que no le costaba nada e incluso podría serle provechosa. Conociendo al personaje se hace difícil creer que tomase una decisión importante sin que hubiese dinero por medio. Los motivos últimos y recónditos son de los que no dejan huella en la documentación. En todo caso se trató de una decisión personal no exigida por ninguna fatalidad histórica".
Henry Kamen comparte la idea de que el cambio de actitud del duque de Lerma fue clave en la decisión de la expulsión, destacando asimismo que se produjo después de haber presentado al Consejo de Estado la propuesta de que los señores de moriscos, como él, fueran compensados por las pérdidas que iban a sufrir con las propiedades de los moriscos expulsados. Pero añade otro motivo: "la preocupación por la seguridad". "Parecía que la población morisca estaba creciendo de una manera incontrolable: entre Alicante y Valencia, por un lado, y Zaragoza, por otro, una vasta masa de 200.000 almas moriscas parecían amenazar la España cristiana".
Según Domínguez Ortiz y Benard Vincent, en la decisión de Felipe III no solo influyó el parecer de su valido el duque de Lerma y del Consejo de Estado, sino también el de la reina Margarita de Austria de quien en sus honras fúnebres el prior del convento de San Agustín de Granada dijo que profesaba un "odio santo" a los moriscos y que "la execución de la mayor empresa que ha visto España… debemos a nuestra serenísima Reina".
La expulsión tardó en ponerse en práctica más de un año porque una decisión tan grave había que justificarla. Como se iba aplicar en primer lugar a los moriscos del Reino de Valencia se reunió el 22 de noviembre de 1608 una junta en la capital del reino presidida por el virrey y a la que asistieron el arzobispo de Valencia y los obispos de Orihuela, Segorbe y Tortosa. Las deliberaciones se prolongaron hasta marzo de 1609 y durante las mismas se pidió la opinión de varios teólogos. Pero la Junta acordó, en contra del parecer del valido y del arzobispo de Valencia, que se continuara con la campaña de evangelización y no respaldó la expulsión. Sin embargo, el rey decidió proseguir con los preparativos de la expulsión para evitar que siguieran con "sus traiciones".

### La expulsión

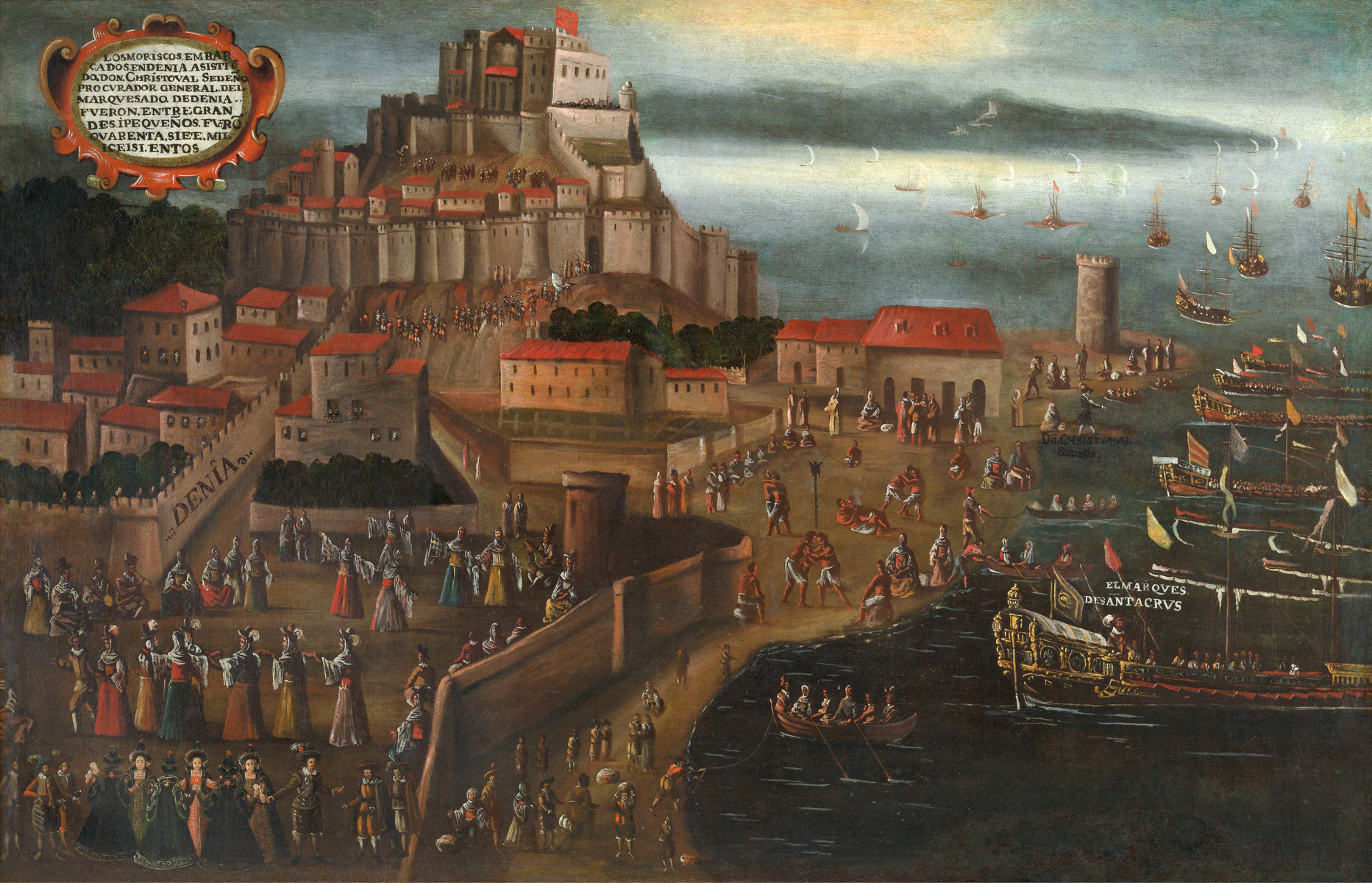
Expulsión de los moriscos en el puerto de Denia (1613, Vicente Mestre).

El 4 de abril de 1609 el Consejo de Estado decidió expulsar a los moriscos del Reino de Valencia, pero el acuerdo no se hizo público inmediatamente. Dos miembros del brazo militar de las Cortes del Reino de Valencia fueron a Madrid para pedir la revocación de la orden de expulsión. Sin embargo, cuando conocieron las cláusulas del decreto que iba a publicarse cambiaron de actitud y se colocaron "al lado del Poder Real", convirtiéndose en "sus auxiliares más eficaces", según un cronista de la época. La razón del cambio, según este mismo cronista, es que en el decreto se establecía

que los bienes muebles que no pudiesen llevar consigo los moriscos, y todos los raíces, se aplicarían a su beneficio como indemnización

El decreto de expulsión fue hecho público por el virrey de Valencia, el marqués de Caracena, el 22 de septiembre de 1609, y en él se daba un plazo de solo tres días para que todos los moriscos se dirigieran a los lugares que se les ordenase llevando consigo lo que pudieran de sus bienes. A las extorsiones de algunos señores, se sumaron los asaltos por bandas de cristianos viejos que los insultaron, les robaron y en algunos casos los asesinaron en su viaje a los puertos de embarque. No hubo ninguna reacción de piedad hacia los moriscos como las que se produjeron en la Corona de Castilla.

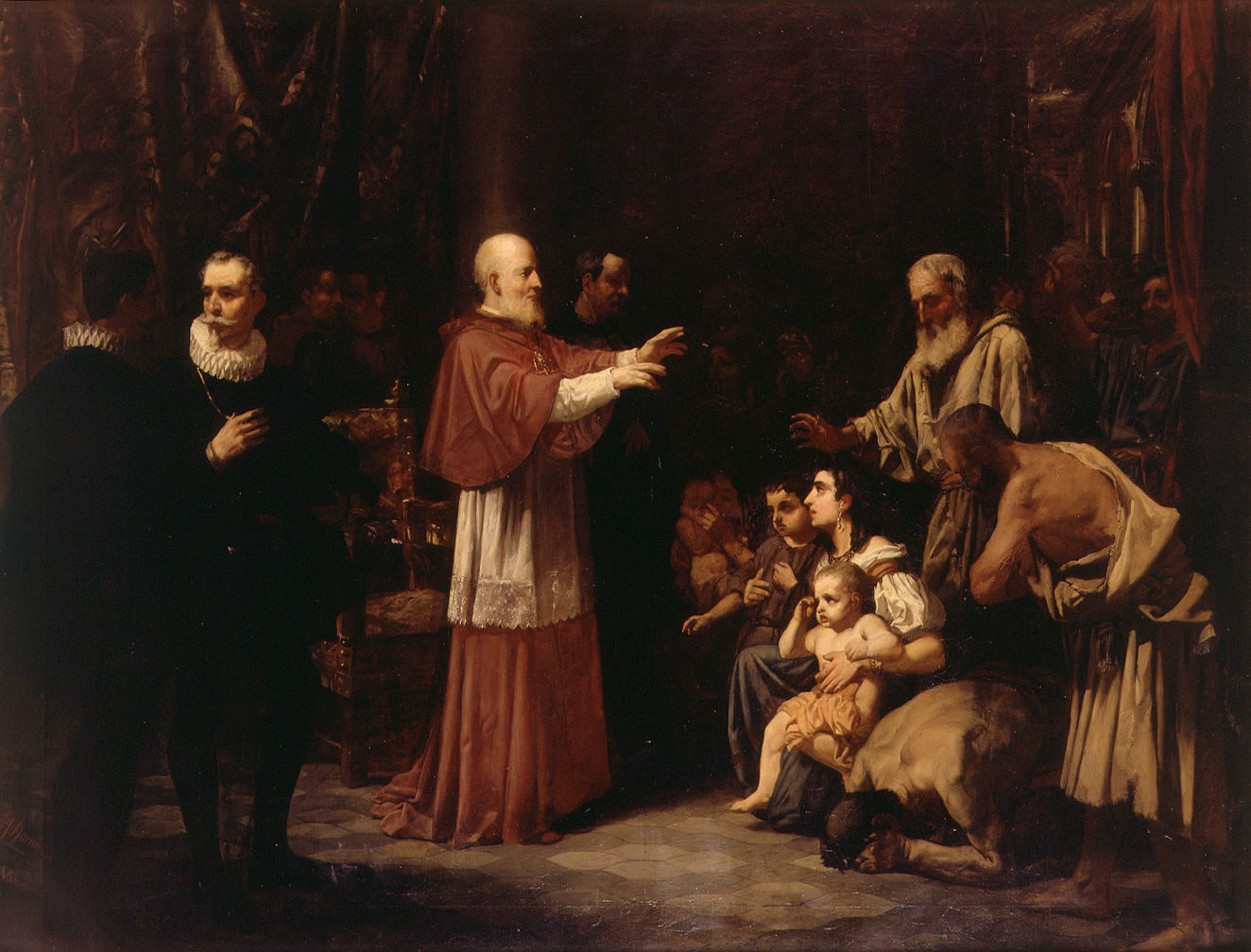
Cuadro de 1864 de Francisco Domingo Marqués que falsea la realidad de la expulsión de los moriscos para ensalzar la figura de Juan de Ribera, cuyo papel en la misma fue bien diferente, ya que "puso todo su empeño en que no quedase ni la menor semilla de la odiada secta [de Mahoma]".

Entre octubre de 1609 y enero de 1610 los moriscos fueron embarcados en las galeras reales y en buques particulares que tuvieron que costear los miembros más ricos de su comunidad. Según los registros oficiales fueron expulsados unos 120.000 moriscos, pero esa cifra es inferior a la real porque no tiene en cuenta que hubo embarques posteriores a enero de 1610 y que algunos siguieron la vía terrestre por Francia.
Las exacciones que padecieron, unidas a las noticias que llegaban del norte de Berbería de que allí no estaban siendo bien acogidos, provocó la rebelión de unos veinte mil moriscos de La Marina y de varios miles más de la zona montañosa del interior de Valencia, junto a la frontera con Castilla, que se hicieron fuertes en la muela de Cortes. Las dos rebeliones fueron duramente reprimidas.
La orden de expulsión de los moriscos de Andalucía fue hecha pública el 10 de enero de 1610 y en ella aparecían dos diferencias respecto del decreto de expulsión de los moriscos del Reino de Valencia. La primera era que los moriscos podían vender todos sus bienes muebles —sus bienes raíces pasaban a la Real Hacienda— aunque no podían sacar su valor en oro, plata, joyas o letras de cambio, sino en "mercadurías no prohibidas" que pagarían sus correspondientes derechos de aduana. La segunda diferencia es que se obligaba a los padres a abandonar a los niños menores de siete años, a menos que fuesen a tierra de cristianos, lo que determinó que muchos dieran un largo rodeo por Francia o por Italia antes de llegar al norte de África. Sin embargo, muchos niños tuvieron que ser abandonados por los padres que no pudieron costearse tan largo viaje.
Del reino de Granada fueron expulsados unos dos mil moriscos, los pocos que quedaron después de la deportación que siguió a la fracasada rebelión de las Alpujarras. En el reino de Jaén los moriscos eran más numerosos como consecuencia de que allí habían sido deportados varios miles de moriscos granadinos tras la rebelión de las Alpujarras. Lo mismo sucedía en el reino de Córdoba y en el reino de Sevilla. Entre los tres totalizaron unos 30.000 moriscos que fueron embarcados en su mayoría en los puertos de Málaga y Sevilla, teniendo que abonar los gastos del viaje. Un cronista relató más tarde:

Todos lloraban y no hubiera corazón que no enterneciera en ver arrancar tantas casas y desterrar tantos cuitados, con la consideración de que iban muchos inocentes, como el tiempo ha mostrado.

La orden de expulsión de los moriscos de Extremadura y de las dos Castillas, que eran unos 45.000 —en su mayoría granadinos deportados en 1571—, se hizo pública el 10 de julio de 1610, pero ya desde finales de 1609 había comenzado una emigración espontánea que fue alentada desde el gobierno, dirigiéndose al Reino de Francia, pasando por Burgos, donde pagaron un derecho de salida, y cruzando la frontera por Irún. Los que fueron expulsados tras la publicación de la orden de 10 de julio de 1610 en su mayoría fueron embarcados en Cartagena rumbo a Argel.
El 18 de abril de 1610 el rey Felipe III firmó la orden de expulsión de los moriscos del Reino de Aragón, aunque ésta no se hizo pública hasta el 29 de mayo, para mantener en secreto los preparativos. Las condiciones de la expulsión eran las mismas que las del decreto del Reino de Valencia del año anterior. Según los registros oficiales 22.532 salieron del reino por los pasos fronterizos pirenaicos y el resto, 38.286, embarcaron en Los Alfaques. La orden de expulsión de los moriscos del Principado de Cataluña se firmó a la vez que la del reino de Aragón, el 18 de abril de 1610, pero su repercusión fue mínima porque su población morisca no llegaba a las cinco o seis mil personas.
En el Reino de Murcia la orden de expulsión fue hecha pública el 8 de octubre de 1610 y en principio solo se refería a los moriscos granadinos que había sido deportados allí tras la Rebelión de las Alpujarras (1568-1571). Pero justo un año después, el 8 de octubre de 1611, Felipe III decretó la expulsión de los moriscos del valle de Ricote y las de los demás moriscos antiguos del reino de Murcia, lo que levantó numerosas protestas por considerarlos auténticos cristianos. Consiguieron que la orden fuera aplazada pero en octubre de 1613, se procedió a la expulsión de los 2.500 moriscos de Ricote, junto con el resto de los moriscos antiguos, que sumarían en total unos seis mil o siete mil. Fueron embarcados en Cartagena rumbo a Italia y a Francia.

### Las consecuencias

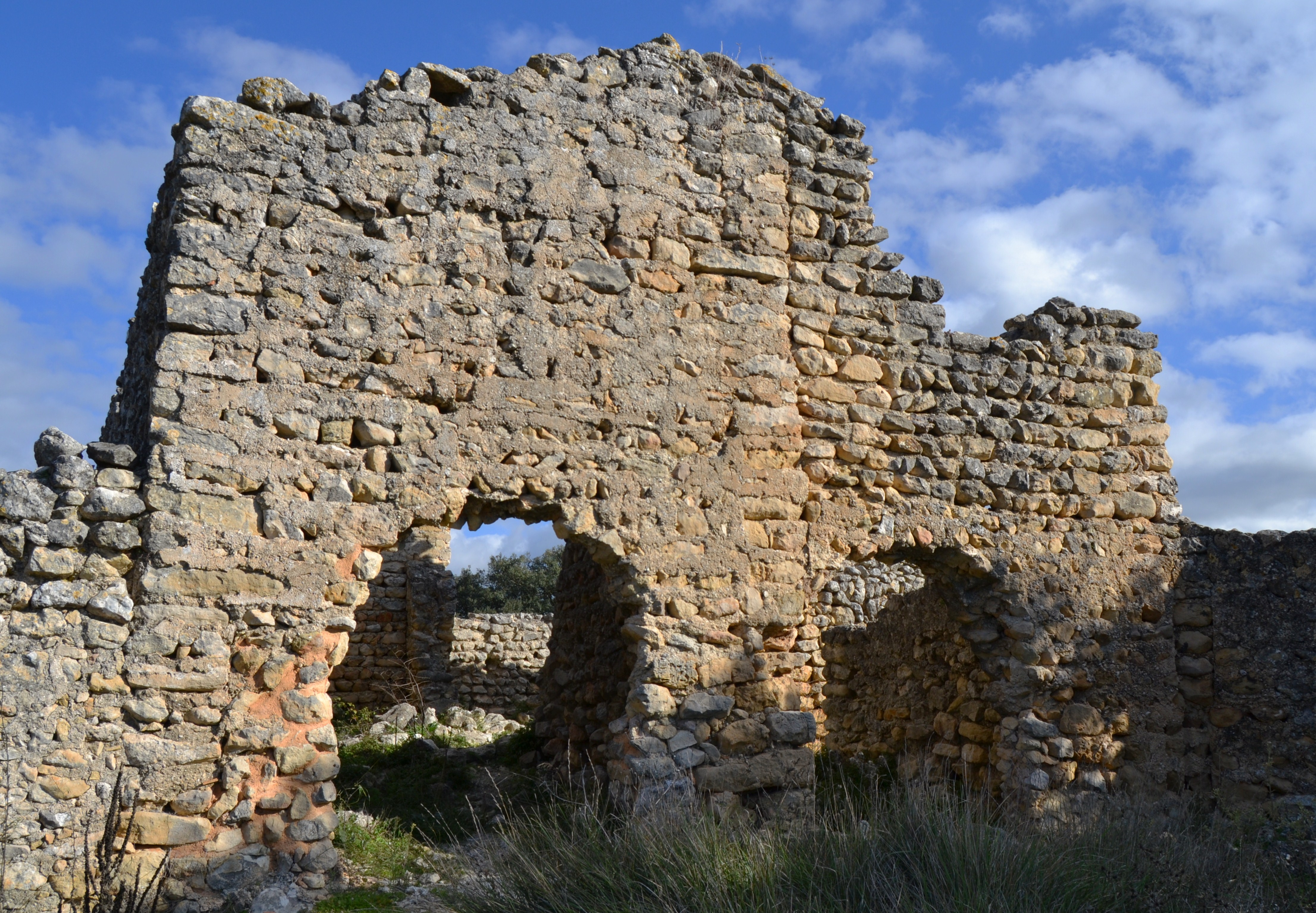
Despoblado morisco de L'Atzuvieta en la Vall d'Alcalà (Marina Alta), Reino de Valencia.

Las consecuencias de la expulsión de los moriscos, especialmente las demográficas y las económicas, fueron objeto de debate desde el mismo momento de la expulsión de los moriscos de la Monarquía Hispánica a principios del siglo XVII y continuaron siéndolo en los tres siglos siguientes, aunque en el último cuarto del siglo XX se alcanzó un cierto consenso que se mantiene en la actualidad y que  los historiadores  Antonio Domínguez Ortiz y Bernard Vincent resumen de la siguiente forma: En cuanto al conjunto de España, las consecuencia económicas y demográficas de la expulsión pueden sintetizarse así: nulas para las regiones septentrionales; apreciables pero limitadas a ciertas comarcas y capitales en el resto de Castilla; despreciables para Cataluña, severas para Aragón, y de notable intensidad para el Reino de Valencia. En total, no el desastre que propaló la historiografía del pasado XIX, pero sí un factor de mucho peso entre otros que hicieron de nuestro siglo XVII una centuria de recesión".

## La diáspora morisca
Varios miles de moriscos se establecieron en el extremo oriental del Mediterráneo en los territorios del Imperio Otomano. La mayoría se concentraron en la capital, Estambul, donde, como en Salónica, ya existía una importante comunidad judía sefardí, y otra de antiguos moriscos granadinos formada por los que habían huido tras las crisis de 1492 (Conquista de Granada) y de 1569 (Rebelión de las Alpujarras). Fueron conocidos con el nombre de  "los andaluces que vivían en Constantinopla".

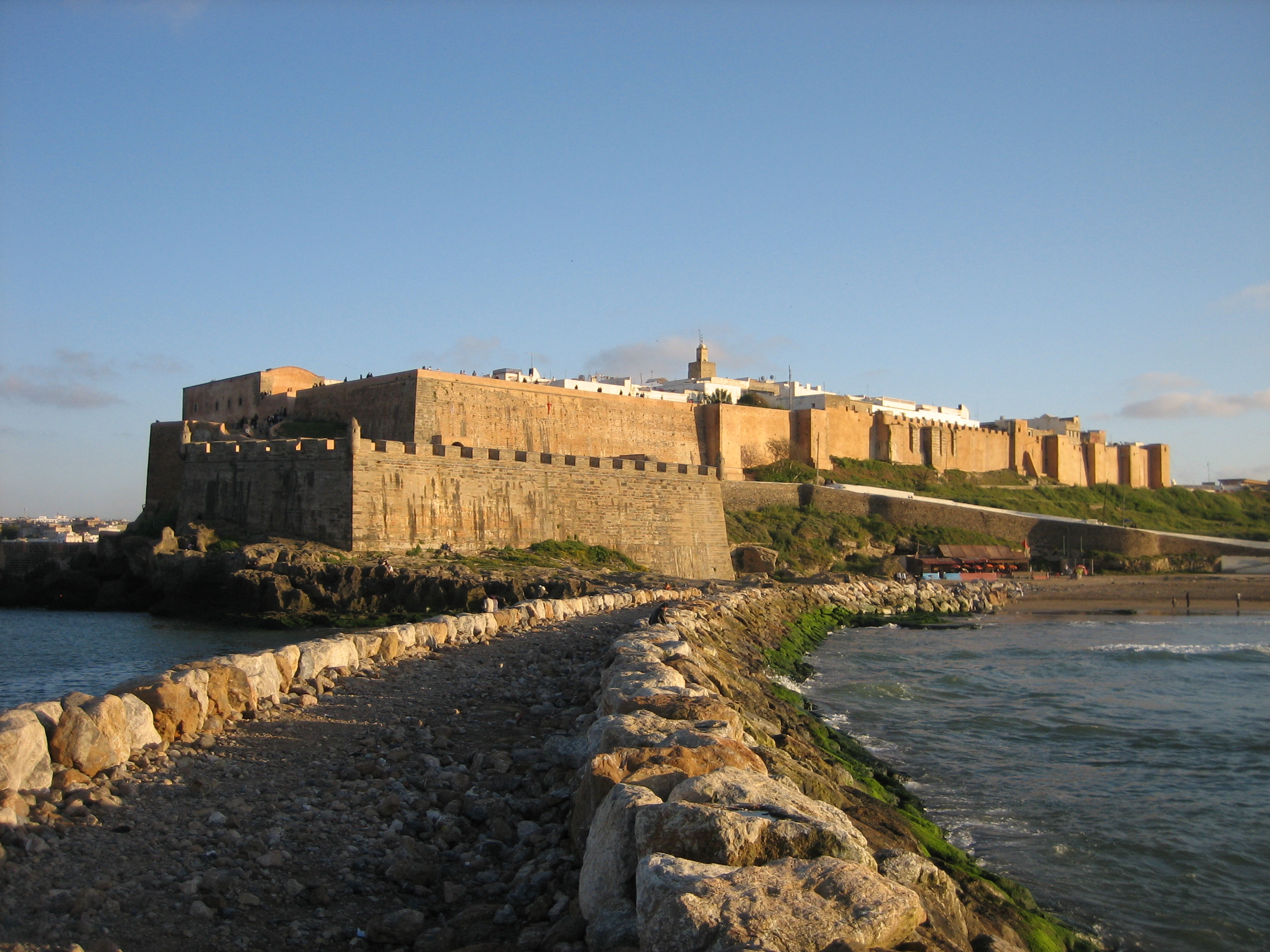
Ciudadela de la república de Salé.

En Marruecos se establecieron alrededor de 40.000 moriscos, la mayoría procedentes de la Corona de Castilla. En el momento de su llegada Marruecos atravesaba una grave crisis política provocada por el enfrentamiento entre los hijos del sultán Ahmad al-Mansur, fallecido en 1602. Uno de los contendientes, Zidan al-Nasir, reclutó a algunos miles de moriscos pero cuando éste se hizo con el trono se despreocupó de ellos lo que les hizo maldecir "la Berbería y sus reyes" "mezclando públicamente lástimas y alabanzas del nombre de Cristo". Unos 3000 moriscos que combatieron junto a Zayan, todos ellos procedentes de la ciudad extremeña de Hornachos, se instalaron en Rabat-Salé donde constituyeron una república corsaria independiente llamada la República de Salé, que no fue reintegrada al sultanato de Marruecos hasta 1668.

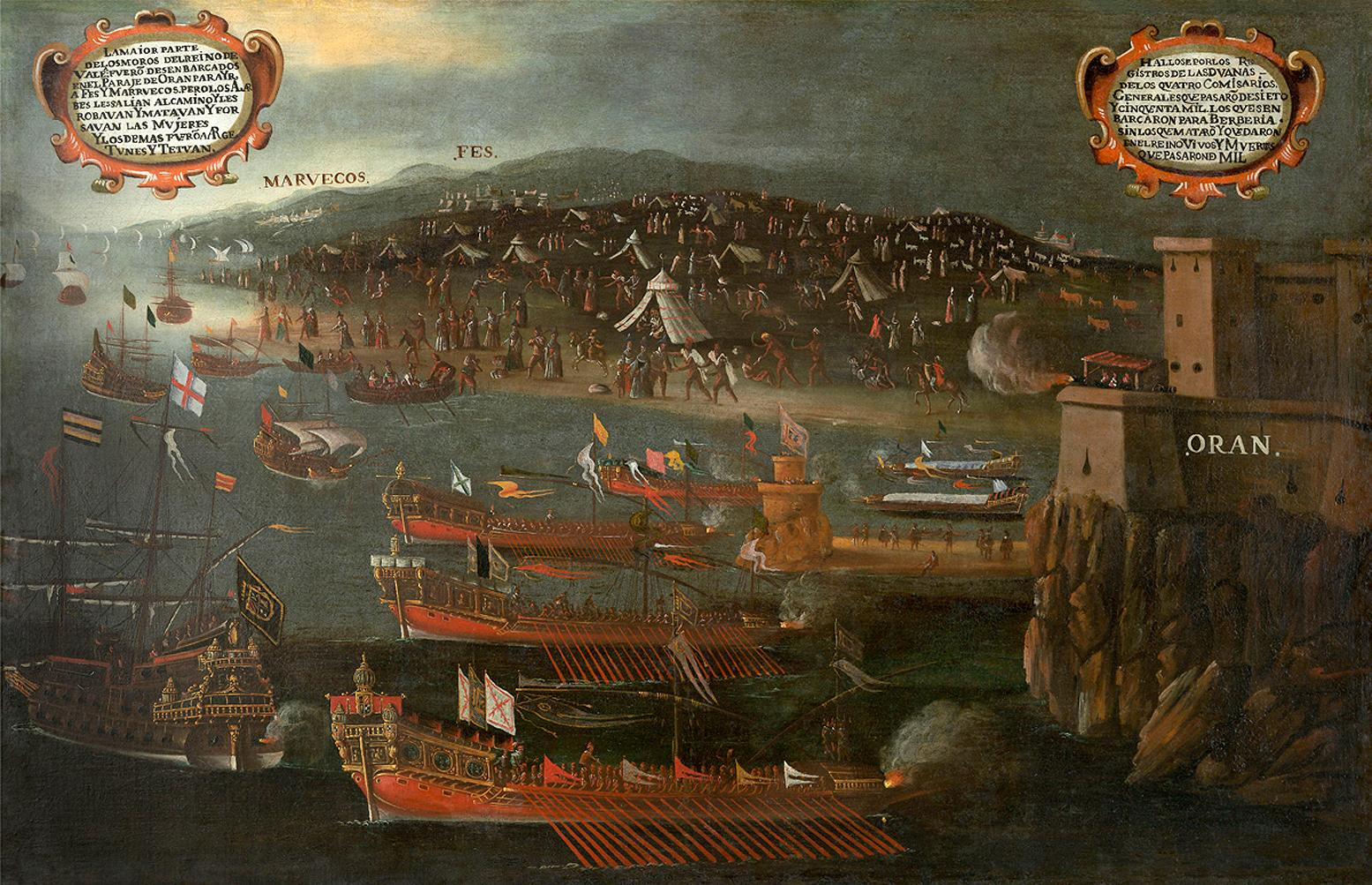
Desembarco de los moriscos en el Puerto de Orán (1613, Vicente Mestre)

La mayoría de los moriscos que arribaron a las costas de Argel eran del Reino de Valencia y fueron los que tuvieron peor suerte, pues bastantes de ellos nada más llegar fueron maltratados y despojados de sus bienes por tribus nómadas. Los moriscos que lograron sobrevivir se concentraron en la capital, Argel, donde encontraron, como en Marruecos, a unas mil familias moriscas llegadas a lo largo del siglo XVI.
La mayoría de los cerca de 80.000 moriscos que fueron a Túnez procedían del Reino de Aragón, aunque también los había castellanos y valencianos. Fueron muy bien acogidos por el dey turco, quien "aparte de la simpatía que le inspiraban aquellos correligionarios, comprendió que su aportación sería preciosa para el desarrollo del país". En Túnez había andalusíes desde el siglo XIII, especialmente sevillanos y valencianos, y los recién llegados se integraron rápidamente. La llegada de los moriscos abrió una etapa de gran prosperidad de la economía tunecina, que se tradujo en la construcción de casas suntuosas en la capital, muchas de ellas con un acusado aire andalusí, con sus patios interiores, fuentes y jardines, además de los motivos decorativos que adornaban techos y paredes. Los moriscos continuaron escribiendo en castellano aljamiado pues no eran capaces de hacerlo en árabe con propiedad y soltura, convirtiéndose Túnez, según Domínguez Ortiz y Bernard Vincent, en "algo así como la capital intelectual de todos los moriscos de la Berbería".

## Los moriscos que escaparon a la expulsión
Existen pruebas de que hubo moriscos que lograron eludir el decreto de expulsión, pero todas ellas referidas a la Corona de Castilla porque en los reinos de Aragón y de Valencia, "los países de más densa población morisca", "la hostilidad de la población no permitió que permaneciesen más que algunos individuos aislados". Por el contrario, "en Castilla, donde la asimilación de los mudéjares estaba bastante avanzada, encontraban personas que avalaban su conducta y eclesiásticos que certificaban su cristiandad, en algunos casos indiscutible". Lo mismo ocurrió con muchos moriscos catalanes del Bajo Ebro que consiguieron el aval del obispo de Tortosa o regresaron al poco tiempo. Ante la tentativa del virrey de Cataluña para expulsarlos el rey Felipe III contestó al Consejo de Aragón: "He mandado al virrey que no los moleste, sino que se les deje gozar libremente de la gracia que se les hizo, y escríbase al obispo que vea como viven, pues por su parecer se dejan". Sin embargo, por las mismas fechas el rey ordenaba que el virrey de Mallorca "al punto los haga salir de allí [a los moriscos que habían pedido quedarse], por ser isla adyacente a España y tan cerca de Argel".
De los territorios de la Corona de Castilla fue Andalucía donde quedaron más moriscos debido a la gran extensión que tenía allí la esclavitud (y la relación semiservil de las encomiendas que pusieron bajo el cuidado de familias cristianas a los niños y niñas moriscos huérfanos o abandonados tras la Rebelión de las Alpujarras ) y a las relativamente buenas relaciones que mantenían con los cristianos viejos, alentada por la necesidad desesperada de cultivadores que cubrieran el vacío de los que habían sido expulsados. Hay que tener presente que los esclavos musulmanes que había en la península nunca fueron incluidos en los decretos de expulsión, porque se habría lesionado el derecho de propiedad de sus dueños.
El caso más estudiado fuera de Andalucía fue el de las cinco villas moriscas del Campo de Calatrava que reclamaron poder quedarse  alegando los privilegios que les habían concedido monarcas anteriores así como los servicios prestados a la Monarquía durante la revuelta de las Alpujarras y la guerra de Portugal  "y de presente son capitanes en Flandes Diego y Alonso López Sarmiento, y cincuenta dellos solados, habiendo asimismo entre ellos clérigos, letrados y monjas descalzas". Su tenacidad se vio finalmente recompensada pues la Cámara de Castilla opinó, "teniéndose consideración a la despoblación que estos Reinos tienen, que V.M. puede mandar se guarde dicho privilegio a los cristianos nuevos que vivieron en ellos". Se expidió a continuación una real cédula y a partir de entonces no sufrieron "vejaciones" ni "molestias".
También hay que contar con los moriscos que regresaron, a pesar de los riesgos que ello comportaba –la pena capital o la condena a galeras o a trabajos forzados en las minas de Almadén. La prueba más significativa de su existencia es el episodio del Quijote protagonizado por el personaje del morisco Ricote que volvía de Alemania y que dice: "Doquiera que estamos lloramos España; que en fin nacimos en ella y es nuestra patria natural…". El padre Jaime Bleda, ferviente defensor de la expulsión, escribe en 1618:

Muchos [moriscos] viendo el mal tratamiento que allá [en África] les hacían, se volvieron a esta tierra pidiendo misericordia y diciendo que querían ser cristianos y darse por esclavos. Hallaron quien los recogiese por servirse dellos de balde, y muchos teólogos dieron firmado al virrey que no obstante la orden y bandos que S.M. le tenía cometido ejecutar debía retenerlos; porque si a los moros y turcos infieles por bautizar, viniendo a tornarse cristianos los debe abrazar la Iglesia, más obligación había de recibir a estos, que eran bautizados y volvían a su gremio.

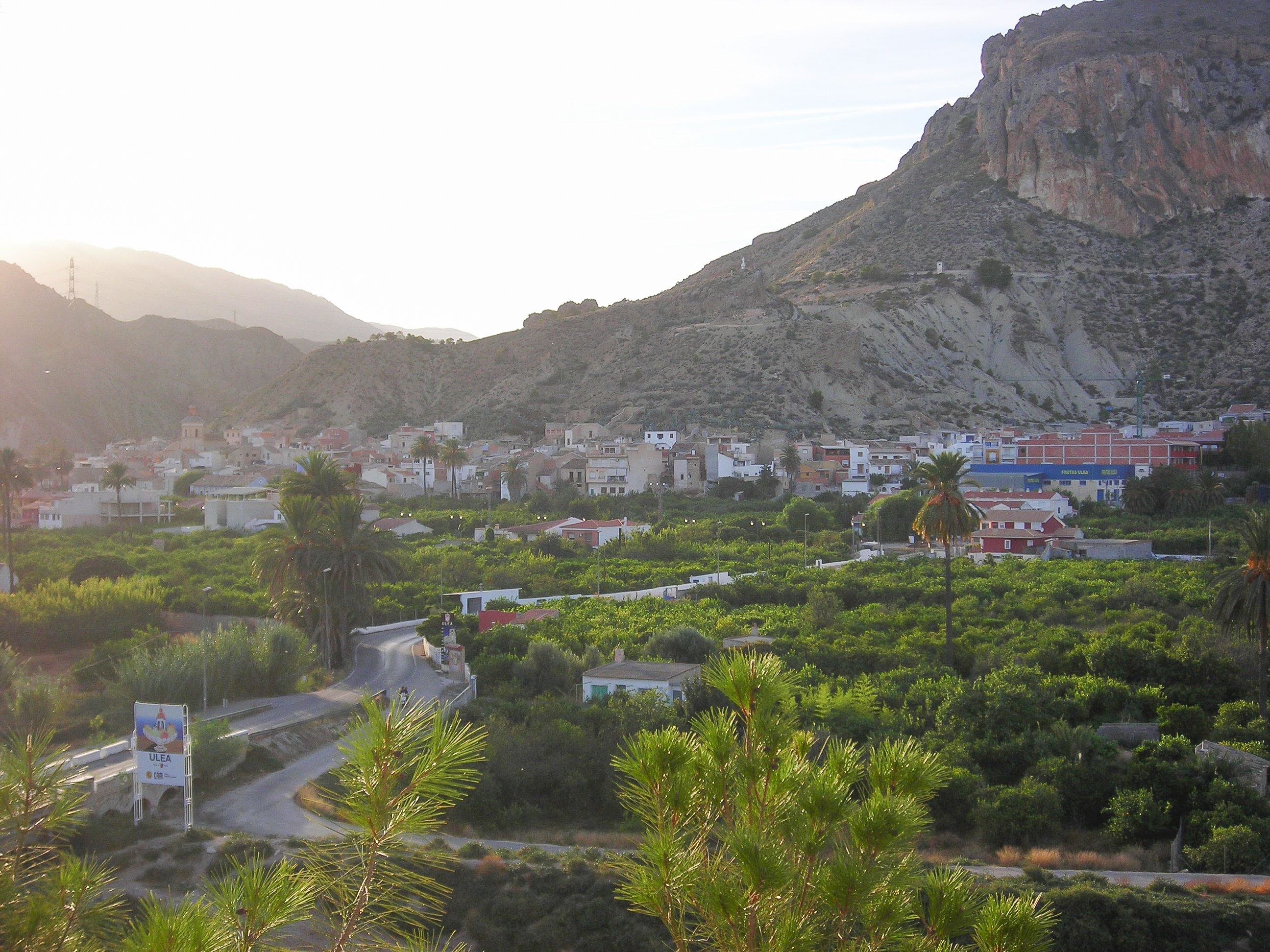
Vista general de Ulea desde Villanueva del Río Segura. Valle de Ricote.

Tal vez el ejemplo más revelador de los problemas que tuvieron que afrontar los moriscos que volvieron, aunque finalmente éste se resolvió positivamente porque consiguieron quedarse, sea el de los moriscos del murciano valle de Ricote. Tras ser los últimos en ser expulsados regresaron porque ellos se consideraban verdaderos cristianos. Fueron condenados a galeras, pero, según un informe del marqués de los Vélez, virrey de Murcia, de 1634,

apenas se hubo vuelto se tornaron los huidos, y aunque las justicias los corrían, prendían y castigaban no había medio de apartarlos de aquella tierra y padecieron grandes trabajos hasta que el año de [16]26 el Reino puso por condición que no se procediese más contra los moriscos que habían vuelto, y V.M. lo concedió y desde entonces se están quieta y pacíficamente en aquellos lugares, y siempre han vivido con mucha sujeción y paz, sin haber cometido delitos atroces ni dar mal ejemplo, antes bien han parecido buenos cristianos, y son más respetuosos de las órdenes de V.M. y las que mi padre y yo como Adelantados les hemos dado que los demás lugares.

En cuanto al número total de los moriscos que consiguieron quedarse o volver, Antonio Domínguez Ortiz, afirma que "fueron comparativamente muy pocos. El Islam español finaliza en 1609-1614; lo cual no debe impedirnos reconocer que sus supervivencias, a título individual o de pequeños grupos, fueron tenaces. Lo demuestra la relativa frecuencia con que aparecen en los autos de fe; mucho menos, sin embargo, que los judaizantes; y además, no se trata en todos los casos de moriscos auténticos; a veces eran esclavos bautizados que habían recaído en la práctica de su antigua fe". Trevor J. Dadson discrepa en su estudio reciente, considerando que la expulsión de los moriscos fue un fracaso en toda España salvo en el Reino de Valencia. Según este académico, se ha ignorado la resistencia generalizada a la orden de expulsión y considera que una mayoría de moriscos pudo quedarse en España o regresar al cabo de unos años. Tal tesis también es compartida por François Martinez.[cita requerida]